# Peterskapelle (Veringenstadt)

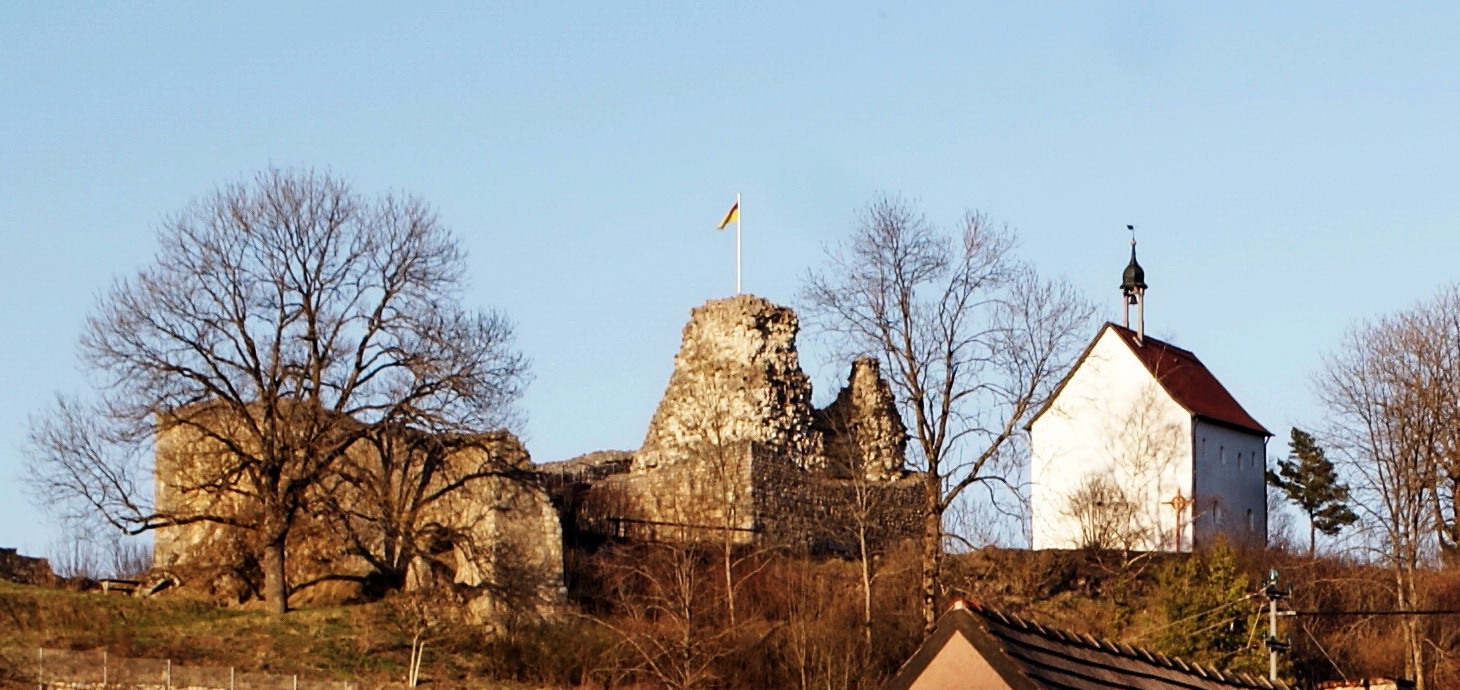
Ruine der Burg Veringen und die Peterskapelle (Ansicht aus Südwesten)

Auf einem von der Lauchert umflossenen 675 m ü. NN hohen Bergrücken, oberhalb der Pfarrkirche St. Nikolaus und dem alten Stadtkern der Stadt Veringenstadt steht weithin sichtbar eine mittelalterliche Kapelle. Sie ist den Heiligen Petrus und Paulus geweiht, wird aber von alters her allgemein Peterskapelle oder im Volksmund Peterskirchle genannt. Die Erbauung geht in das 10. oder 11. Jahrhundert zurück. Die Kapelle steht auf dem Gelände der Burg Veringen und diente dieser auch als Burgkapelle.

## Geschichte

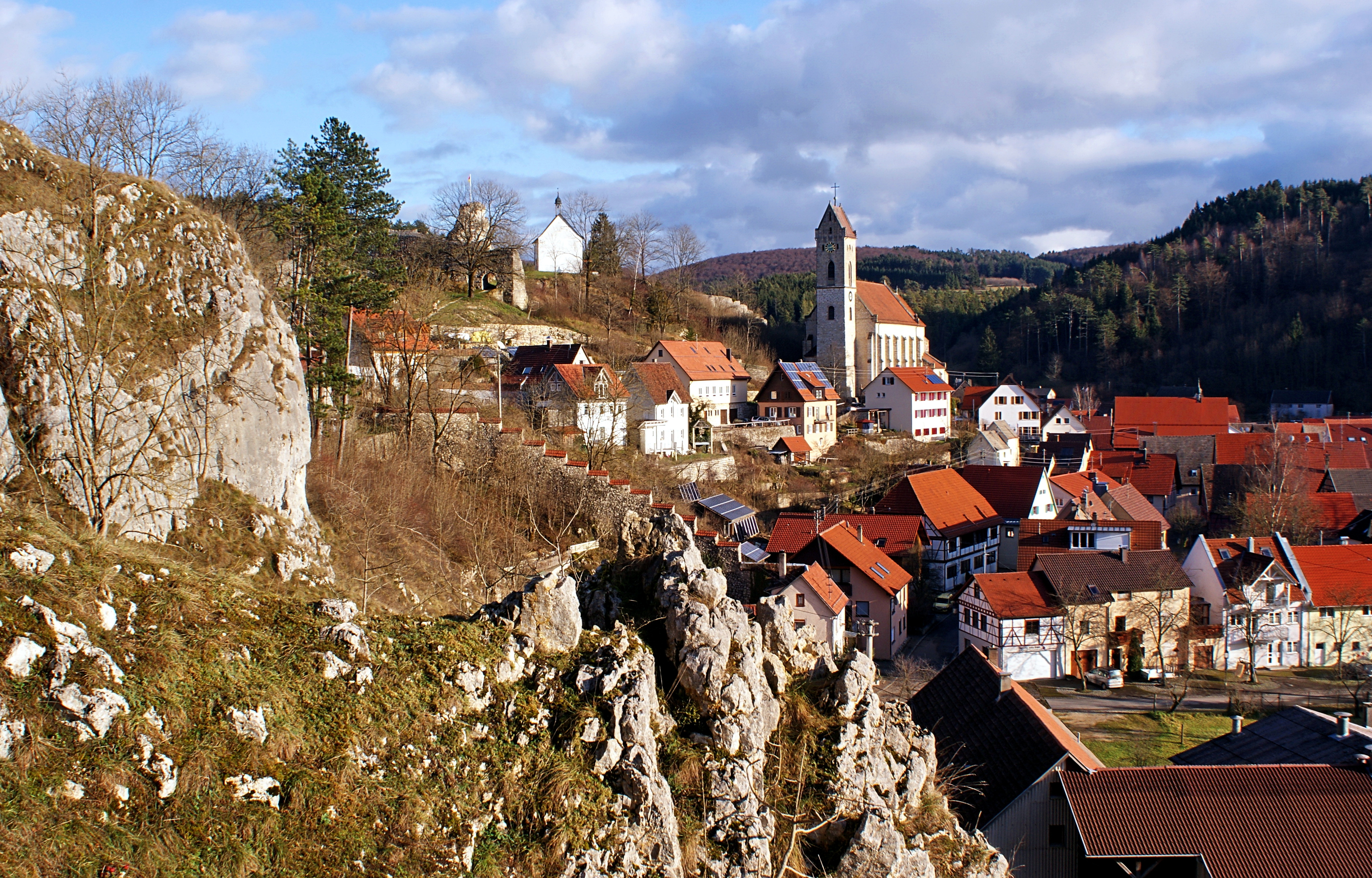
Oberhalb der Kirche St. Nikolaus die Burg Veringen und Peterskapelle (Ansicht aus Westen)

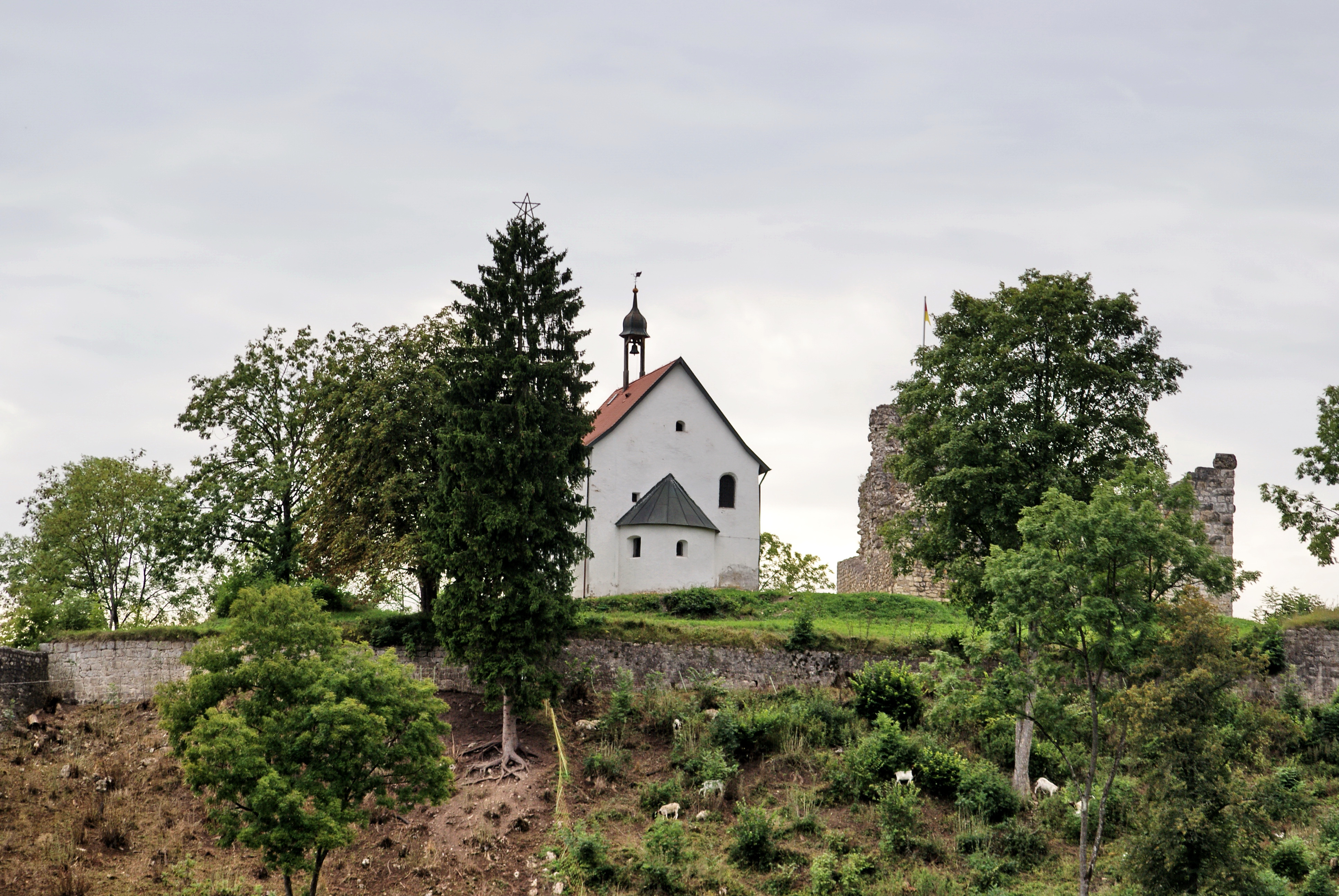
Ansicht aus Osten

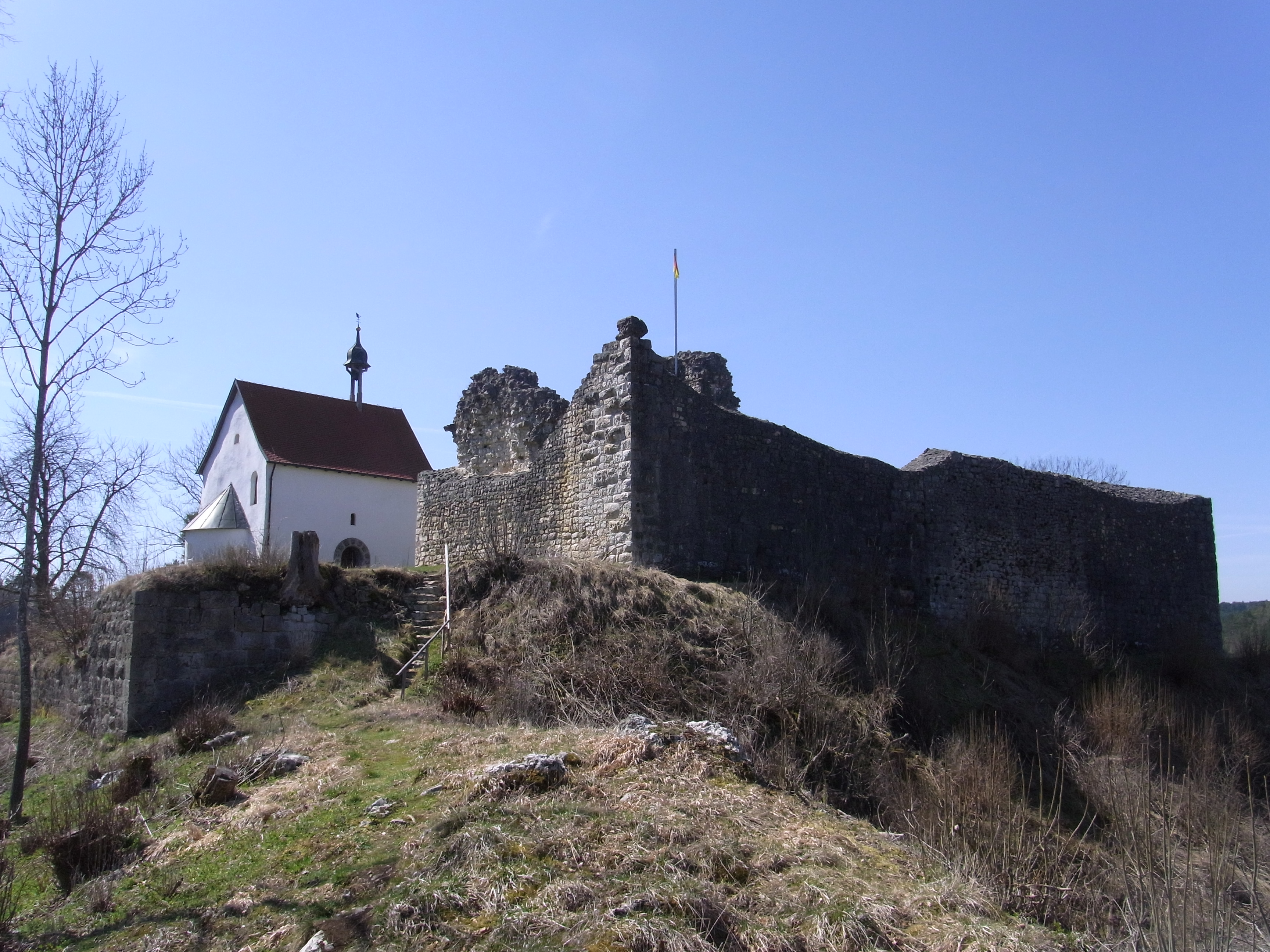
Ansicht aus Nord-Osten

Es wird angenommen, dass bereits in vorchristlichen Zeiten dieser exponierte Platz auf dem Felssporn als Kultstätte genutzt wurde.
Die Namen der Kirchenpatrone geben häufig Hinweise auf den Zeitabschnitt, in der eine Kirche oder Kapelle gegründet wurde. Die auf die Heiligen Petrus und Paulus geweihten Kirchen zählen zu den ältesten und werden im Zusammenhang mit dem Heiligen Bonifatius (gestorben 755) gesehen. So nimmt Hermann Eh an, dass vermutlich ein Vorgängerbau aus Holz bereits im 8. oder 9. Jahrhundert existierte, der damit in die Anfänge der Christianisierung der Schwäbischen Alb zurück reicht.
Es ist auffällig, dass sich die Peterskapelle in ihrer Bauweise deutlich von der Burg unterscheidet. Während die Burg in sorgfältiger Quaderbauweise mit festem, fast zementartigem Mörtel erbaut ist, besteht die Kapelle aus Bruchsteinen, die nur mit bröseligem Mörtel zusammengehalten werden. Auch spricht der Name nicht dafür, dass die Kapelle im Zusammenhang mit der Burg erbaut wurde, da Burgkapellen meist Heiligen geweiht wurden, die besonders mit dem Ritterstand verbunden waren (z. B. dem Heiligen Georg). Diese Indizien sprechen dafür, dass die Peterskapelle deutlich älter als die Burg selbst ist und vermutlich auf das 10. oder 11. Jahrhundert zurückgeht.
Den Grafen von Veringen diente die Peterskapelle 1134 als Burgkapelle. Einen eigenen Geistlichen unterhielten die Grafen nicht. Vielmehr erwarben sie in der Pfarrei Deutstetten das Patronatsrecht, das heißt, sie konnten den Pfarrer bestimmen, hatten aber auch Verpflichtungen zum Unterhalt der Pfarrei. Der Deutstetter Pfarrer musste also in die Burgkapelle kommen, um dort die heilige Messe zu lesen. Die Kapelle gehörte damit in den Bereich der Pfarrei Deutstetten und nicht zur Stadt Veringen, die bis ins 19. Jahrhundert keine eigene Pfarrei hatte und zur Pfarrei und Dekanat Veringendorf gehörte. Dennoch waren die Grafen von Veringen auch die Kirchherren von Stadt und Dorf Veringen.
Am 16. Juni 1515 fand eine Altarweihe „in der Kapelle des Apostels Petrus“ statt. Der Kirchweihtag für St. Petrus wurde auf den Sonntag nach Martini festgelegt. Das bedeutet, dass die Peterskapelle zu dieser Zeit als entweiht betrachtet wurde und nun renoviert und wieder geweiht wurde. Darüber hinaus wird deutlich, dass von nun an die Kapelle der Bevölkerung offensteht. Die Bevölkerung hat wohl auch die Renovierung der Kapelle betrieben.

## Baubeschreibung

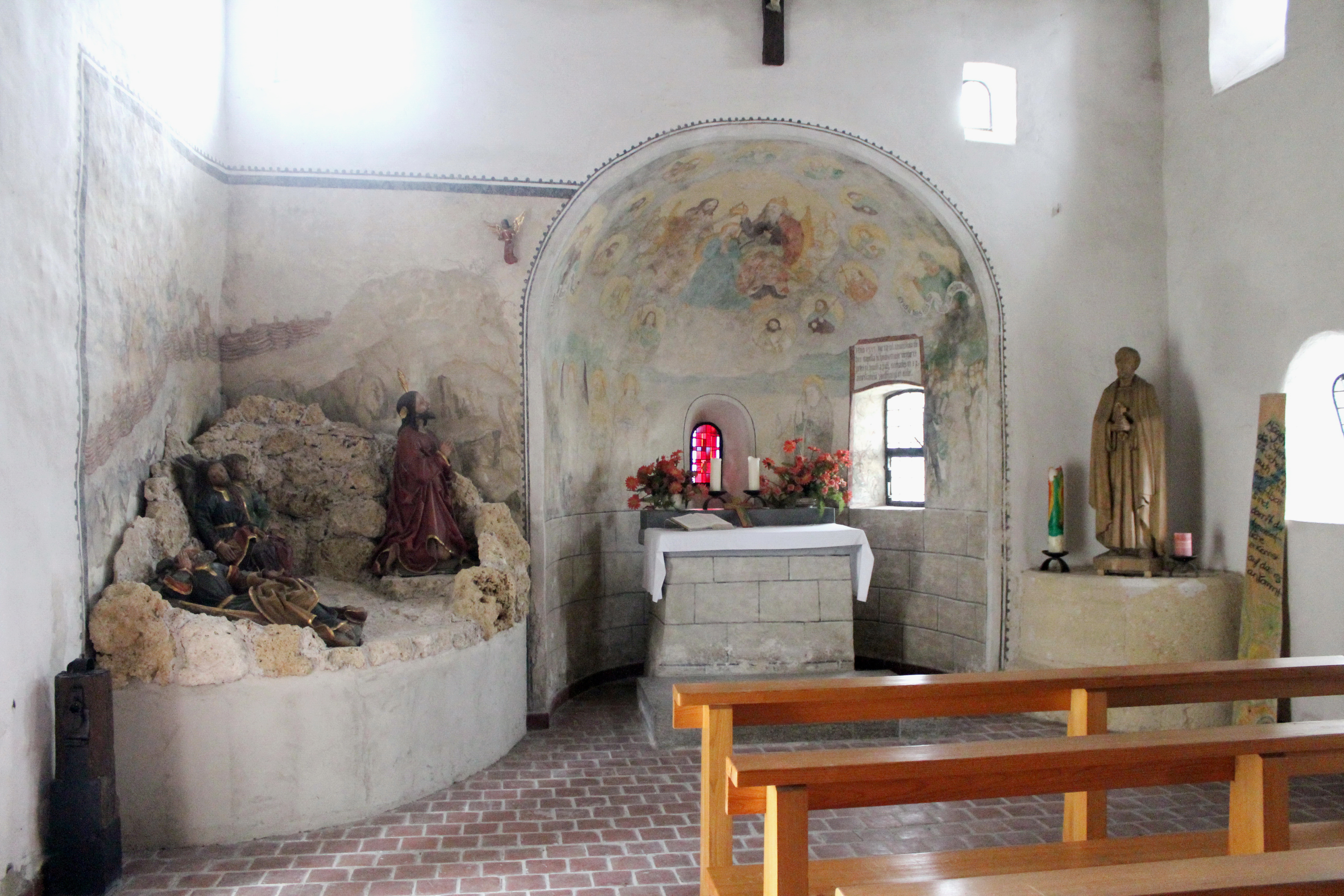
Blick im Innenraum nach Osten mit der romanischen Apsis und der Ölbergszene.

Die Peterskapelle ist geostet. Bei dem ohne jede schmückende Ornamentik aus sich heraus wirkenden Bau handelt es sich um ein einschiffiges Langhaus mit einer nicht ganz mittig platzierten Apsis. Die halbrunde, mit einer Halbkuppel geschlossene Apsis beweist, dass es sich um einen romanischen Bau handelt. Die Höhe der Apsis ist niedriger als die des Langhauses. Auf dem relativ steilen Satteldach sitzt ein kleiner Dachreiter mit einer Glocke. Diese historische Glocke wurde im Jahr 1628 von dem lothringischen Glockengießer Franz Racle gegossen. Bei einem Durchmesser von 40 cm wiegt sie 40 kg. Sie wird ausschließlich von Hand geläutet und klingt mit dem Schlagton as".
Wie das Äußere ist auch das Innere sehr schlicht gehalten. Zwei kleine Fenster in der Apsis geben Licht für den Altar. Das kleine nach Osten weisende Fenster wurde erst 1962 eingefügt, während das südlich davon gelegene größere Fenster wahrscheinlich zur Zeit der Kirchenrenovation 1515 eingefügt wurde. In der Südseite befinden sich in zwei Reihen übereinander sechs kleine Rundbogenfenster, die der Kapelle einen besonderen Charakter geben.

## Ausstattung

### Fresken-Malereien

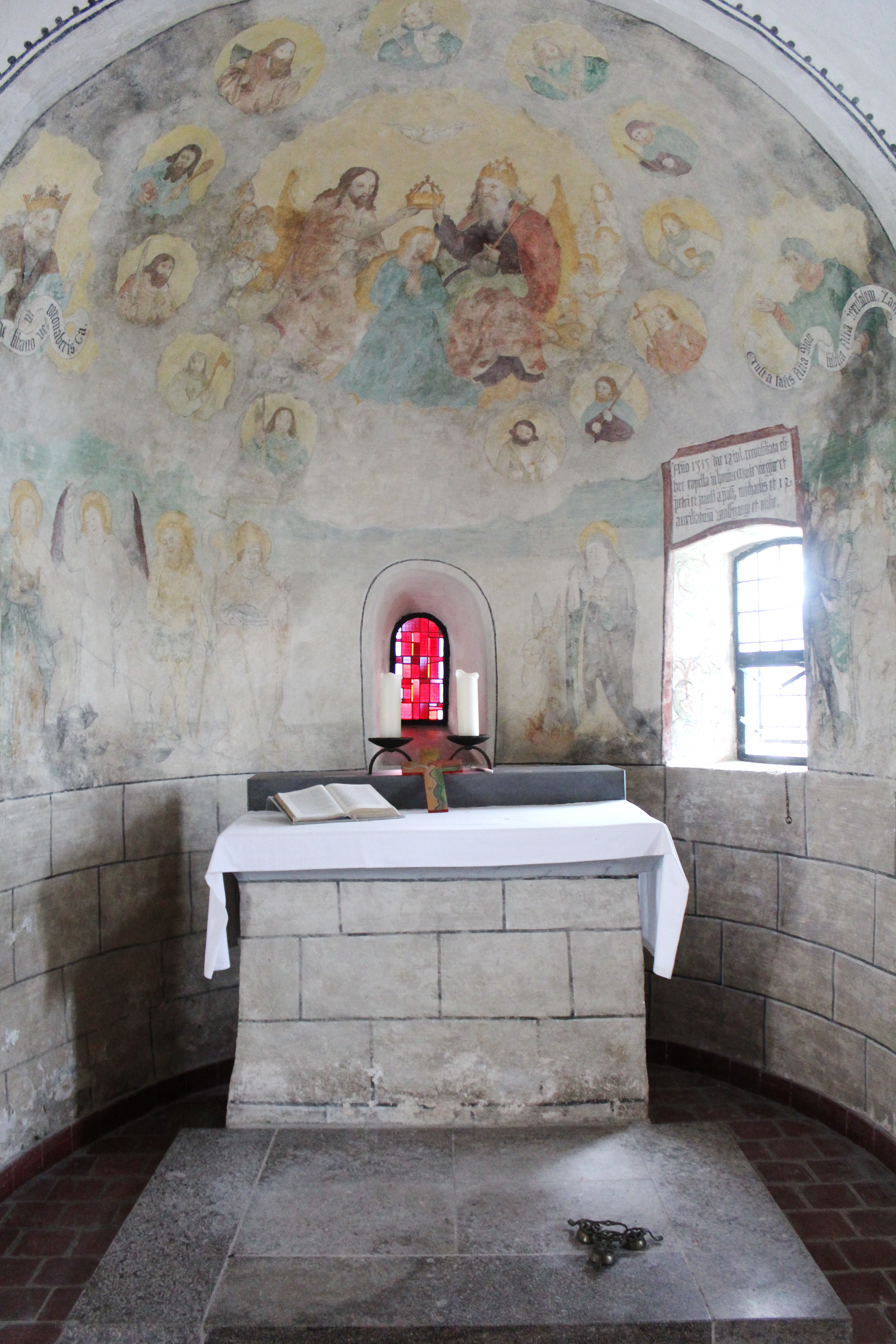
Apsis mit Fresko.

Betritt man durch das Rundbogenportal an der Nordseite den Kirchenraum, wird das Auge sofort von der Fresken-Malerei der Apsis und ihrer Kalotte sowie von der dazugehörigen Malerei links davon, die sich bis zur Eingangstür ausdehnt, angezogen. Diese Fresken (um 1515) stammen von Peter Strüb dem Jüngeren aus Veringenstadt, auch Meister von Sigmaringen genannt.
Die Hauptdarstellung zeigt in der Apsiskalotte die Krönung Mariens. In einem lichtdurchfluteten Kreis wird Maria von Jesus, der als „Weltenlehrer“ und „Weltenherrscher“ durch die Weltkugel gekennzeichnet ist, und von Gott Vater gekrönt, der durch Zepter und Krone symbolisiert Herrscher ist über das All. Rechts und links davon begleiten musizierende Engelchöre das Geschehen. Über der Szene schwebt die Taube des Heiligen Geistes.

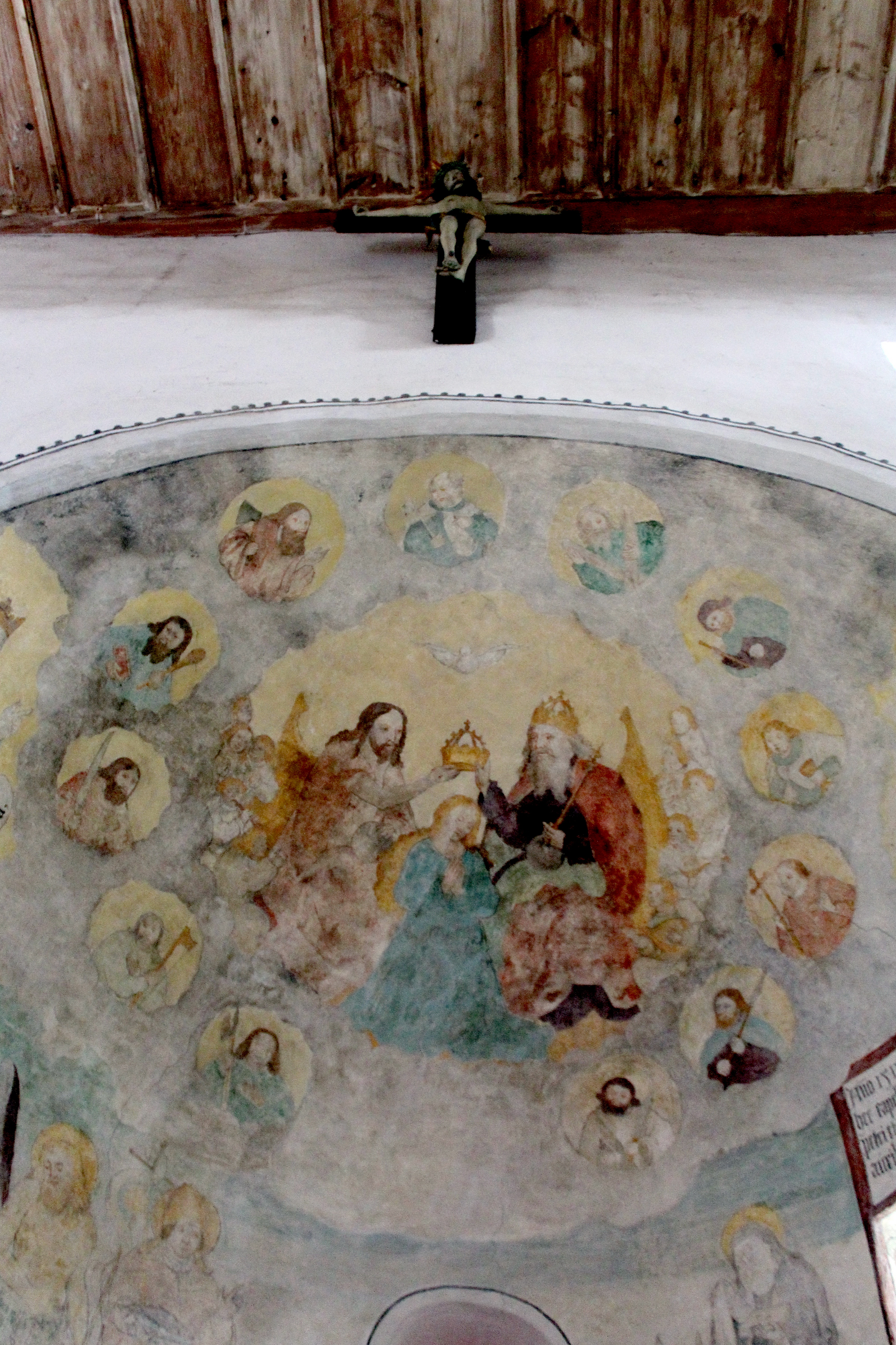
Fresko der Apsisdecke
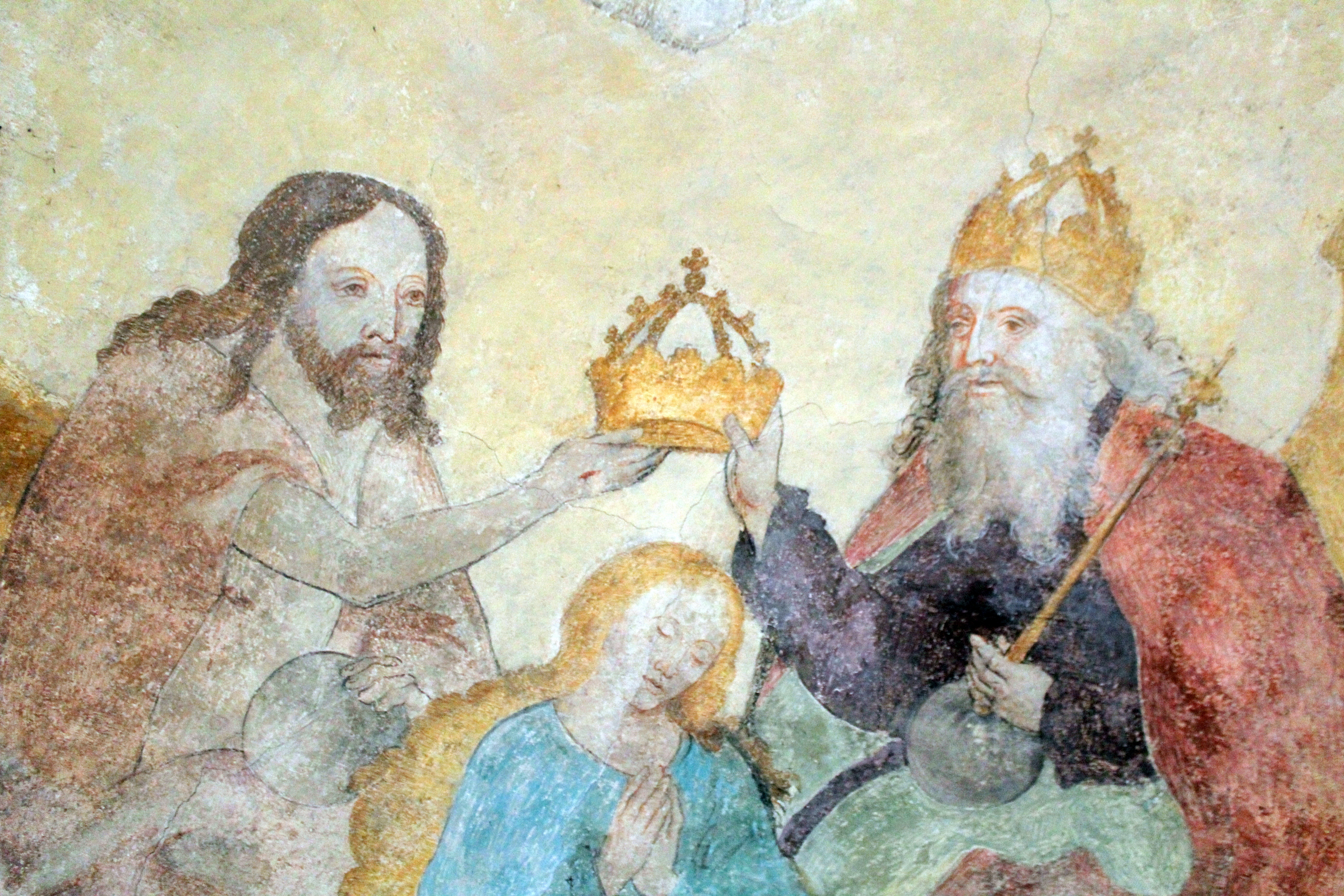
Krönung Mariens
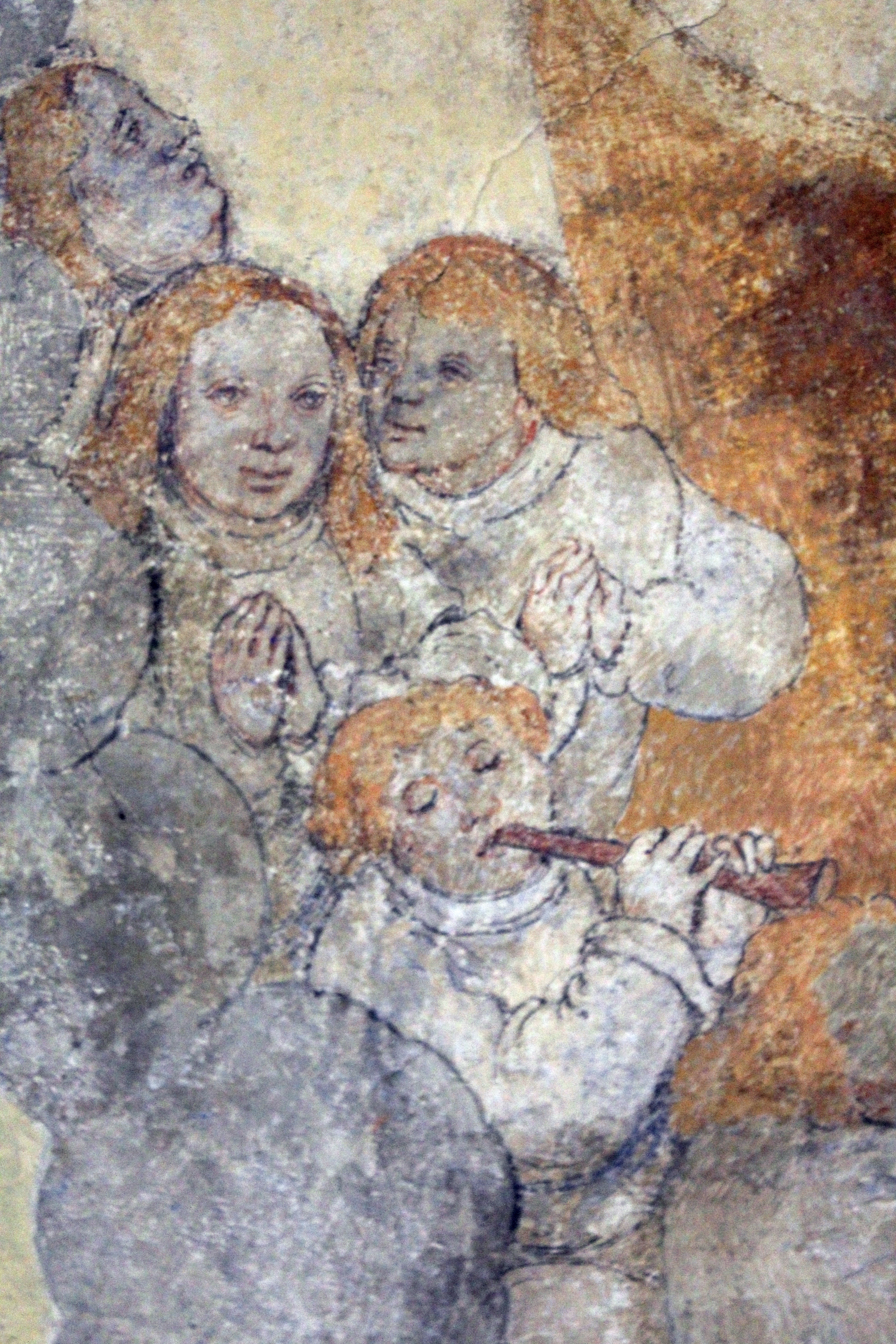
Detail: Himmlische Heerscharen

Rings um die Hauptdarstellung sind in einem Kreis Medaillons angeordnet, in denen die zwölf Apostel als Halbfiguren abgebildet sind.

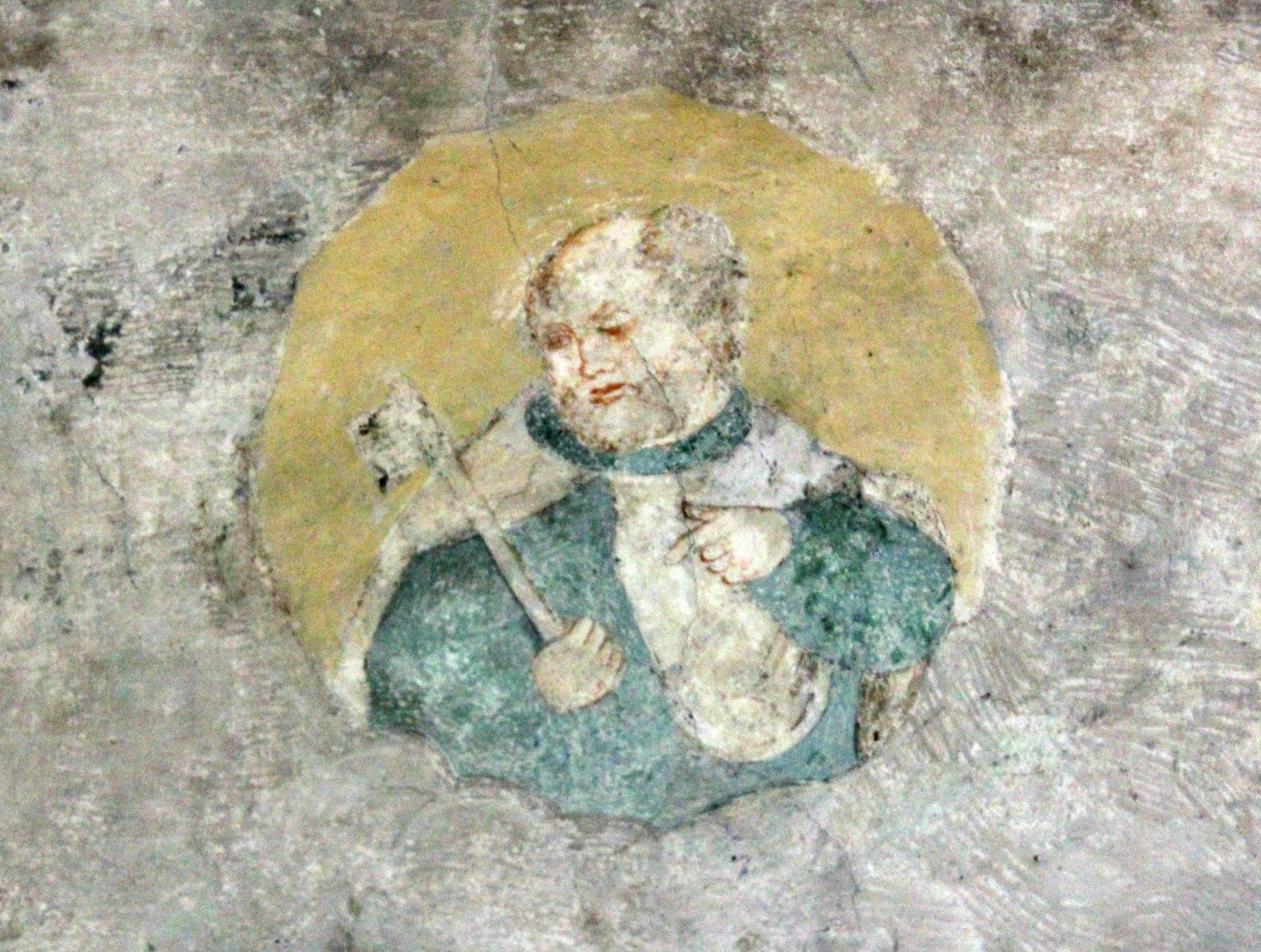
Apostel Simon Petrus mit Schlüssel. Schlüssel, stehen für die Macht über Himmel und Erde.
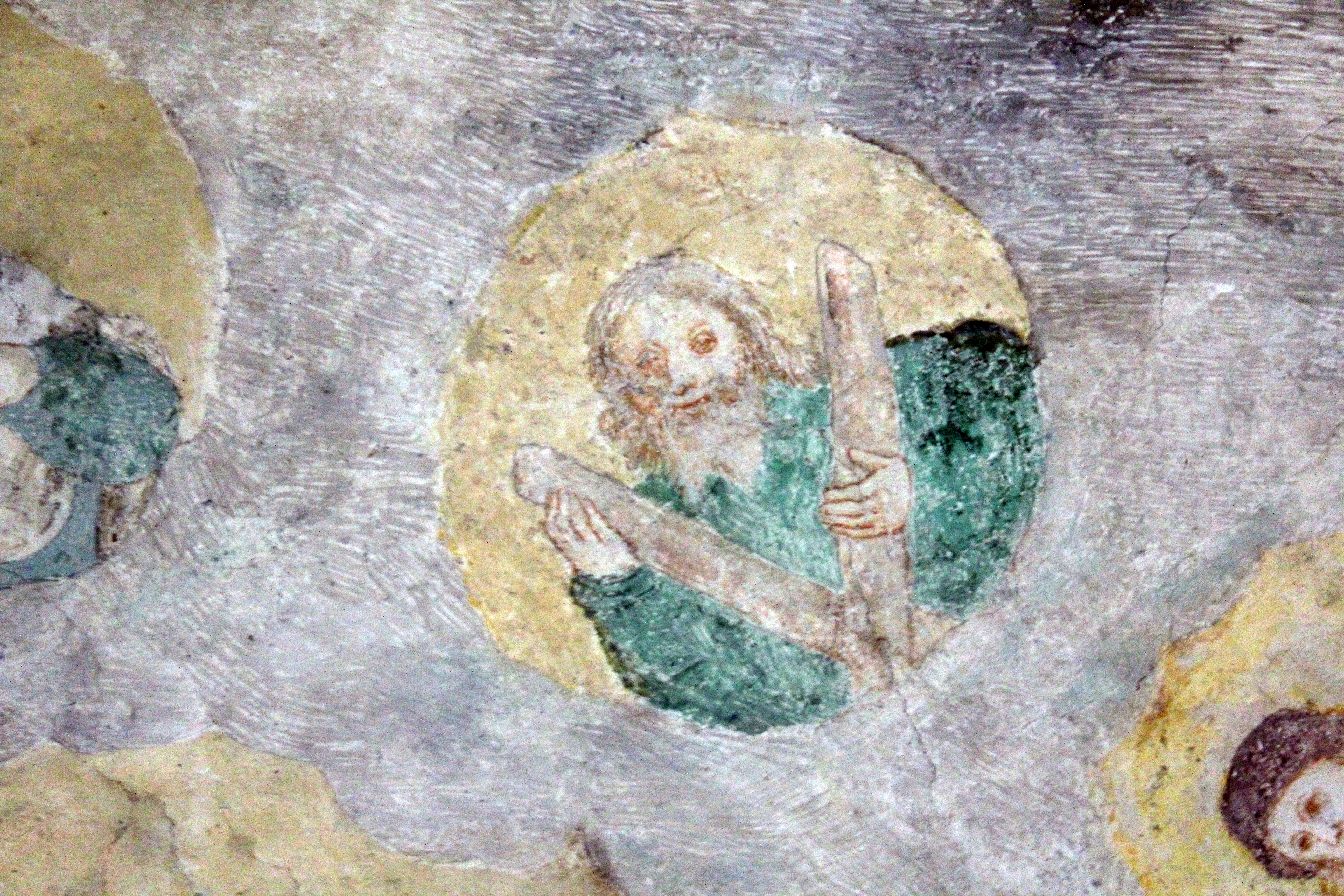
Apostel Andreas, Bruder des Petrus mit dem Schrägbalkenkreuz (Andreas-Kreuz) an dem er gekreuzigt wurde.
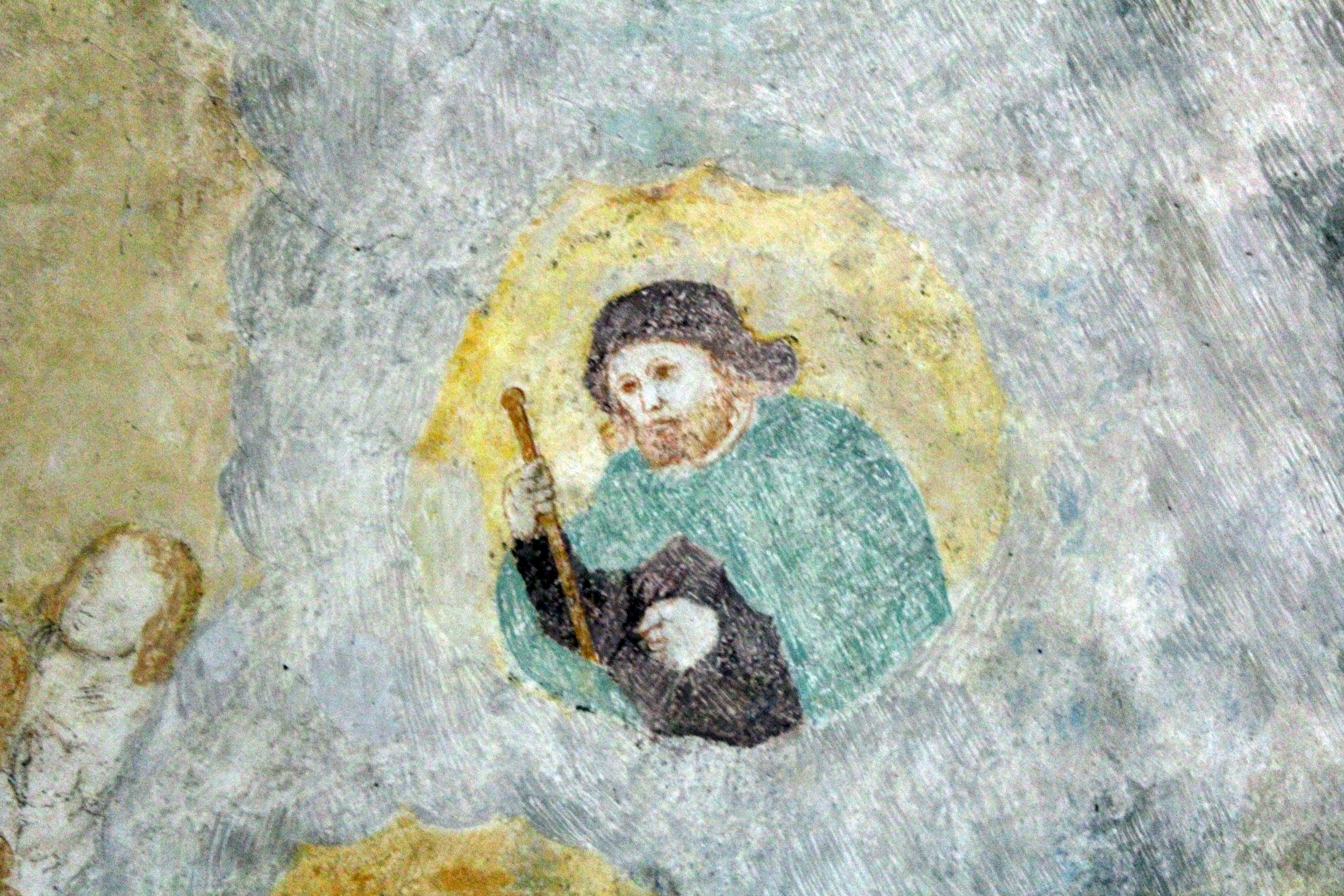
Apostel Jakobus der Ältere, der Sohn des Zebedäus mit dem Pilgerhut und dem Wanderstab. Er liegt in Santiago de Compostela in Nordspanien begraben.
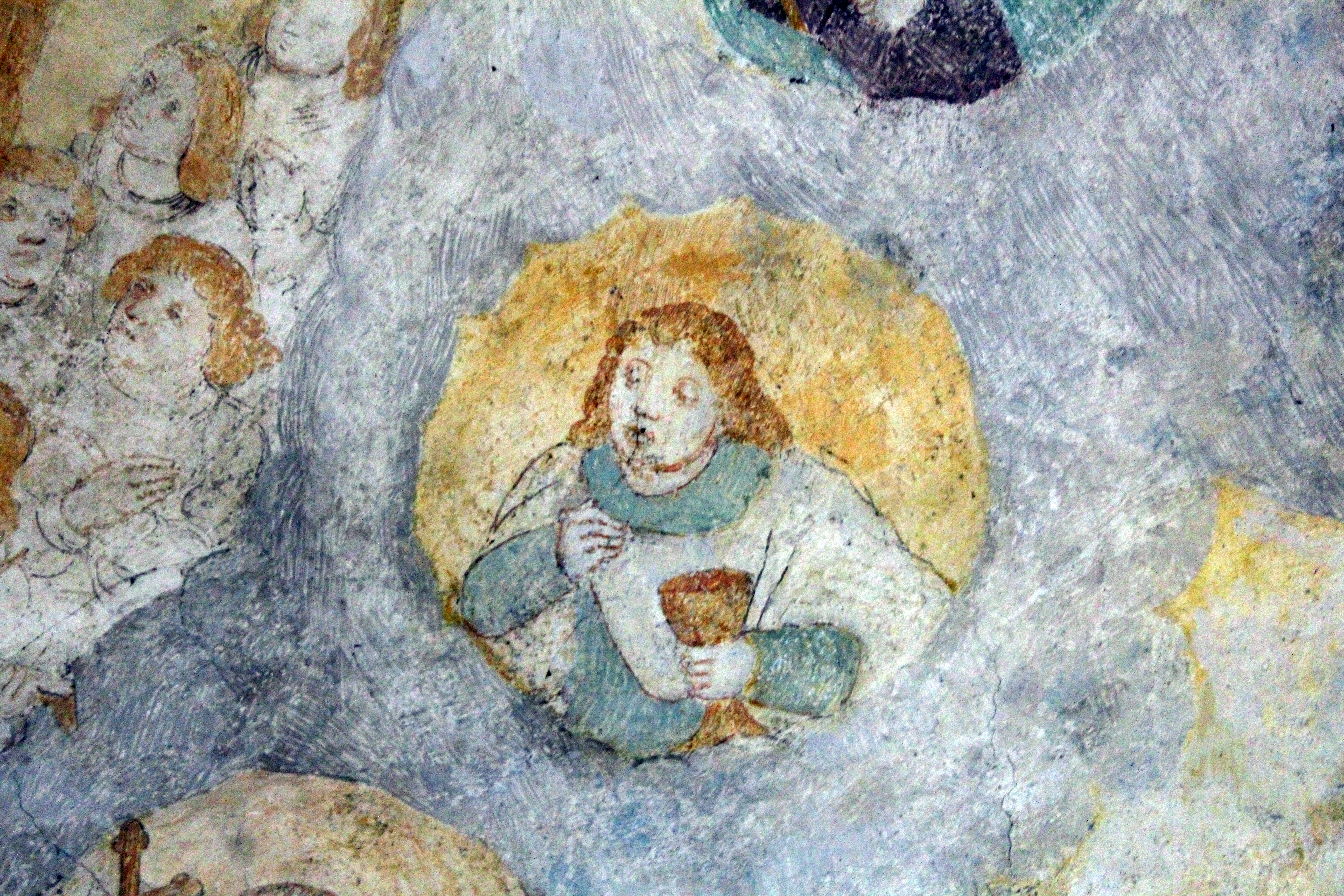
Apostel Johannes (Evangelist) mit dem Kelch. Er bekam Gift zu trinken, das in Form einer Schlange entwich.
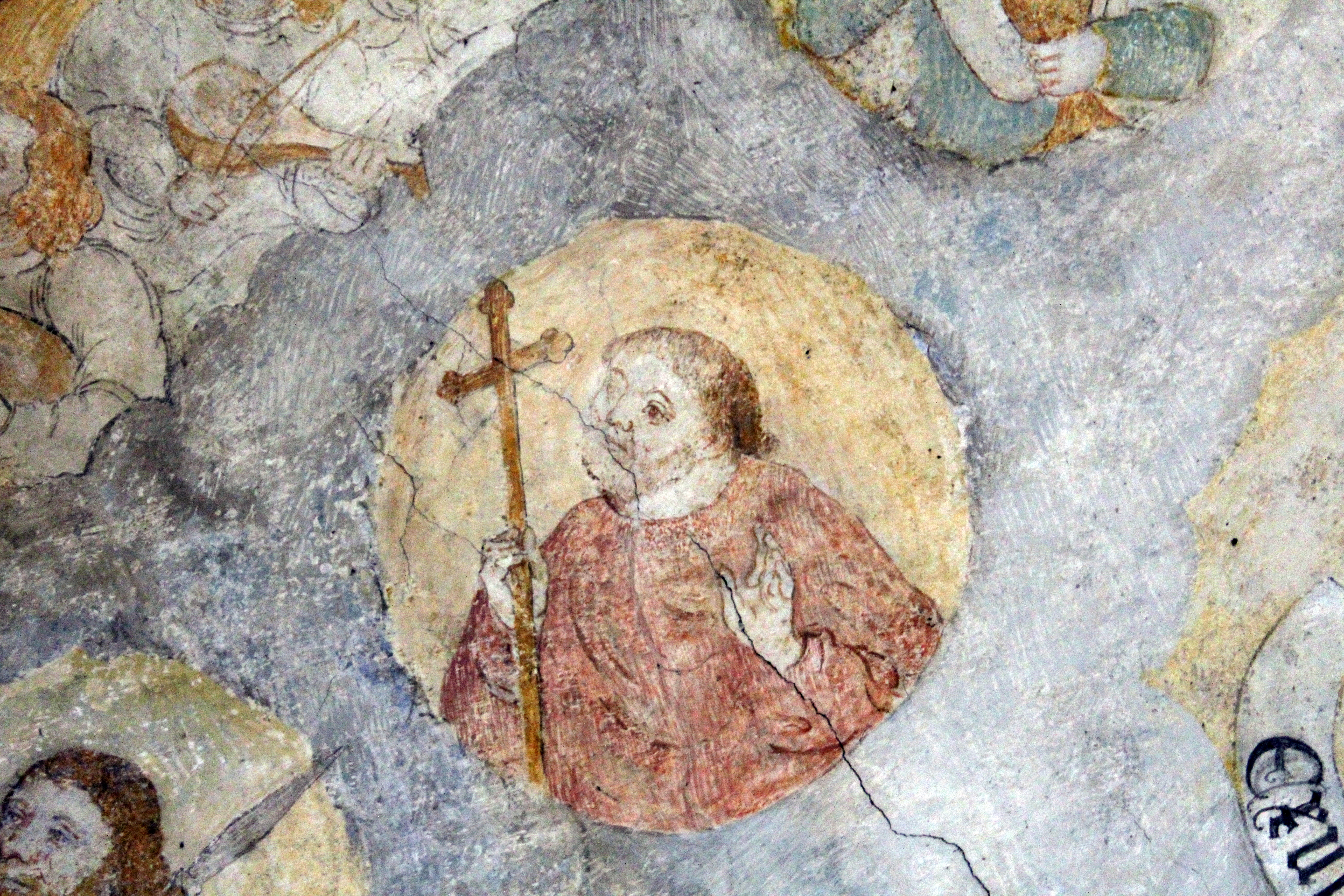
Apostel Philippus  mit dem Kreuz.
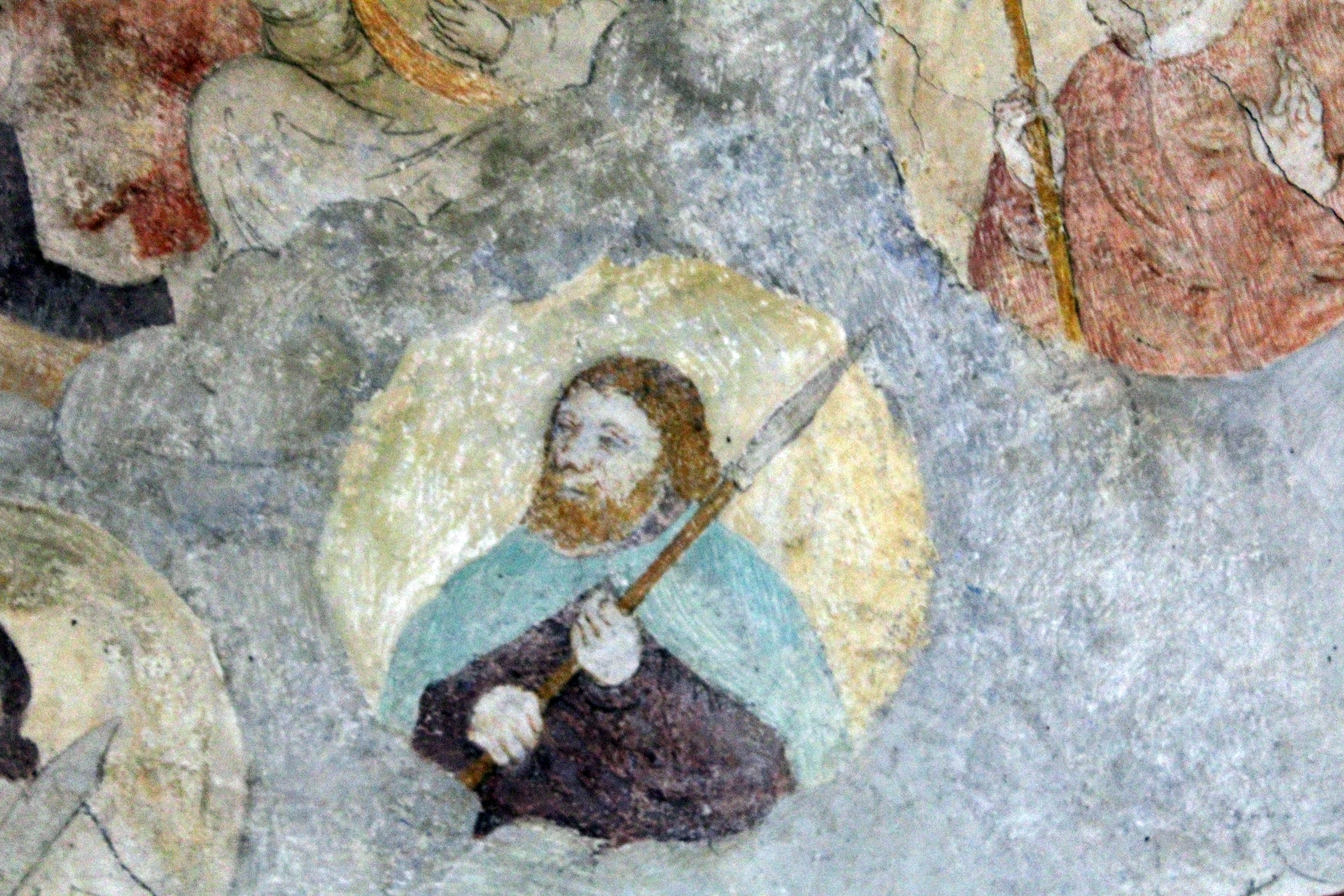
Apostel Thomas mit der Lanze. Er starb durch einen Lanzenstich.
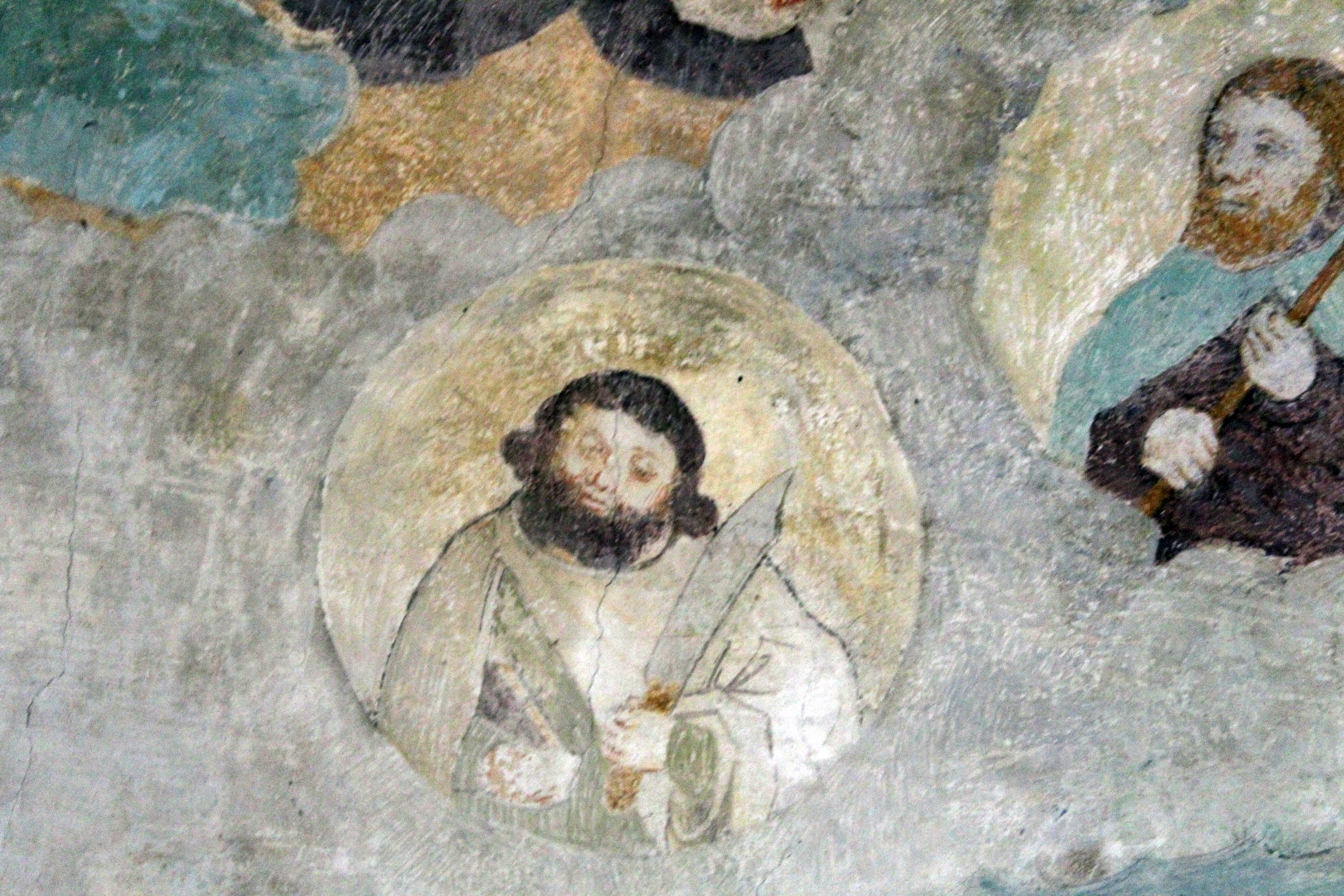
Apostel Bartholomäus mit dem Messer. Ihm wurde die Haut abgezogen.
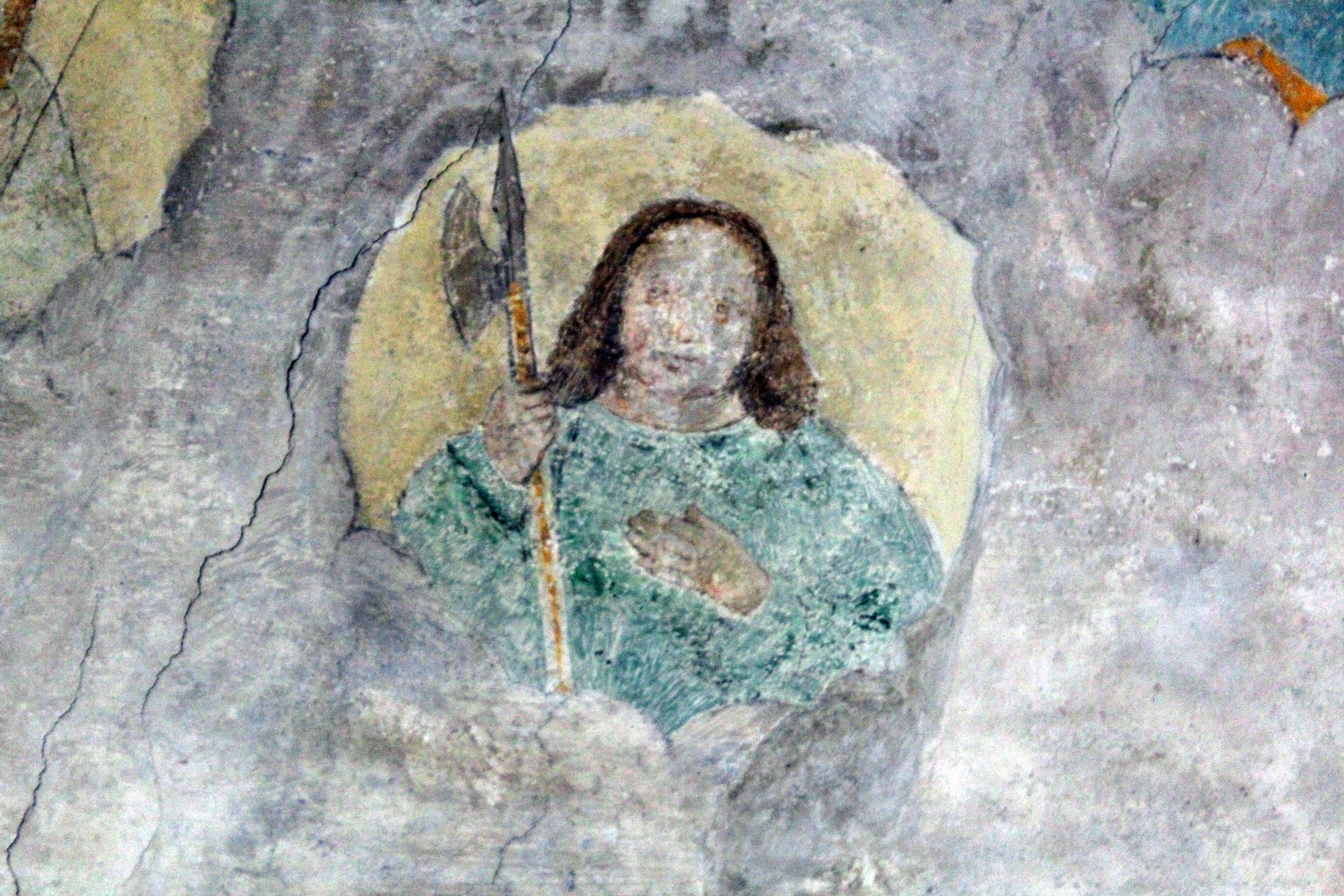
Apostel Matthias, der nach dem Verrat von Judas Ischarioth dazugewählt wurde. Dargestellt mit einer Hellebarde als Symbol für sein Martyrium.
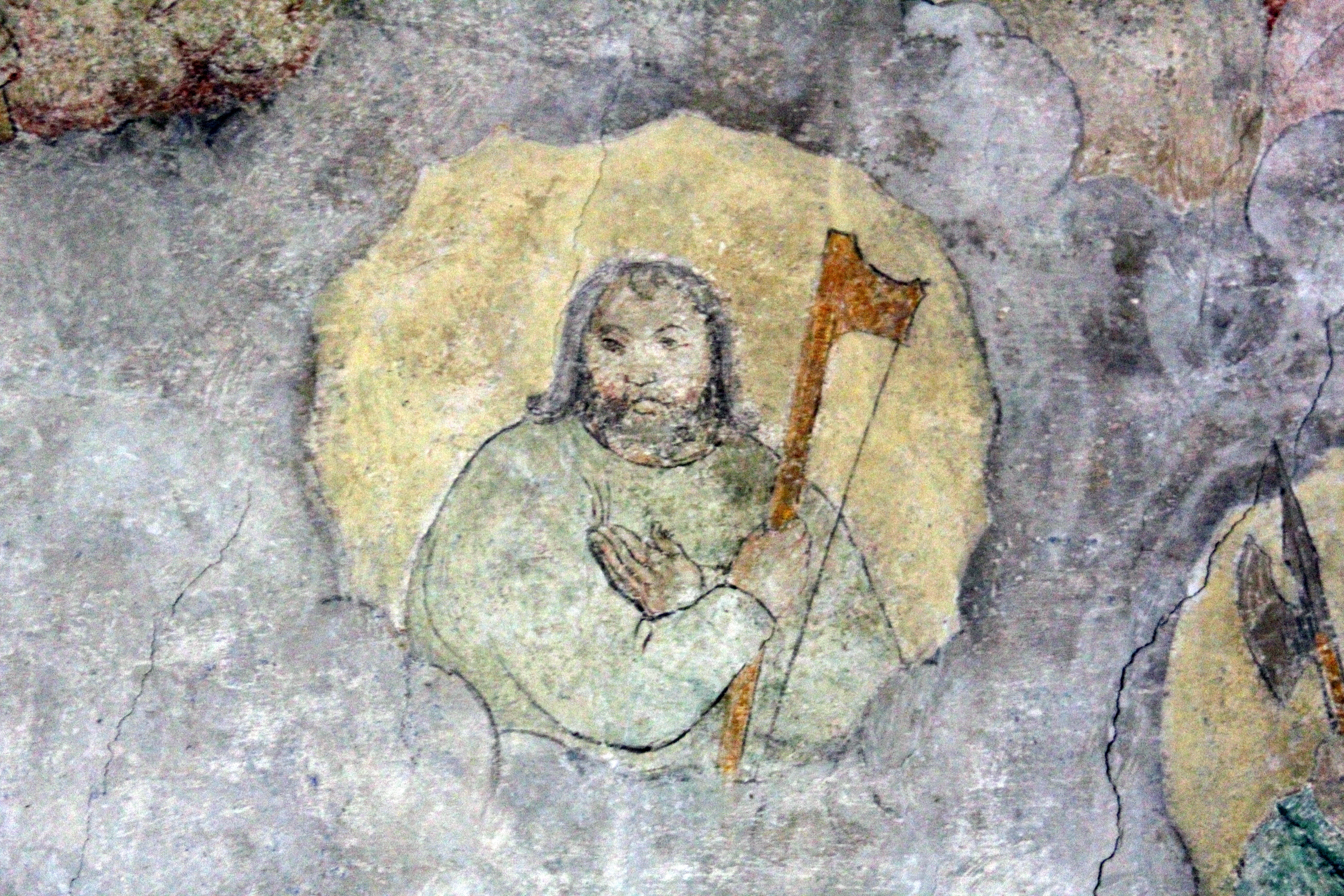
Apostel Jakobus d. J., Sohn des Alphäus mit der Walkerstange. Eine Walkerstange ist ein Gerät zum Verfilzen und er wurde mit einer solchen erschlagen.
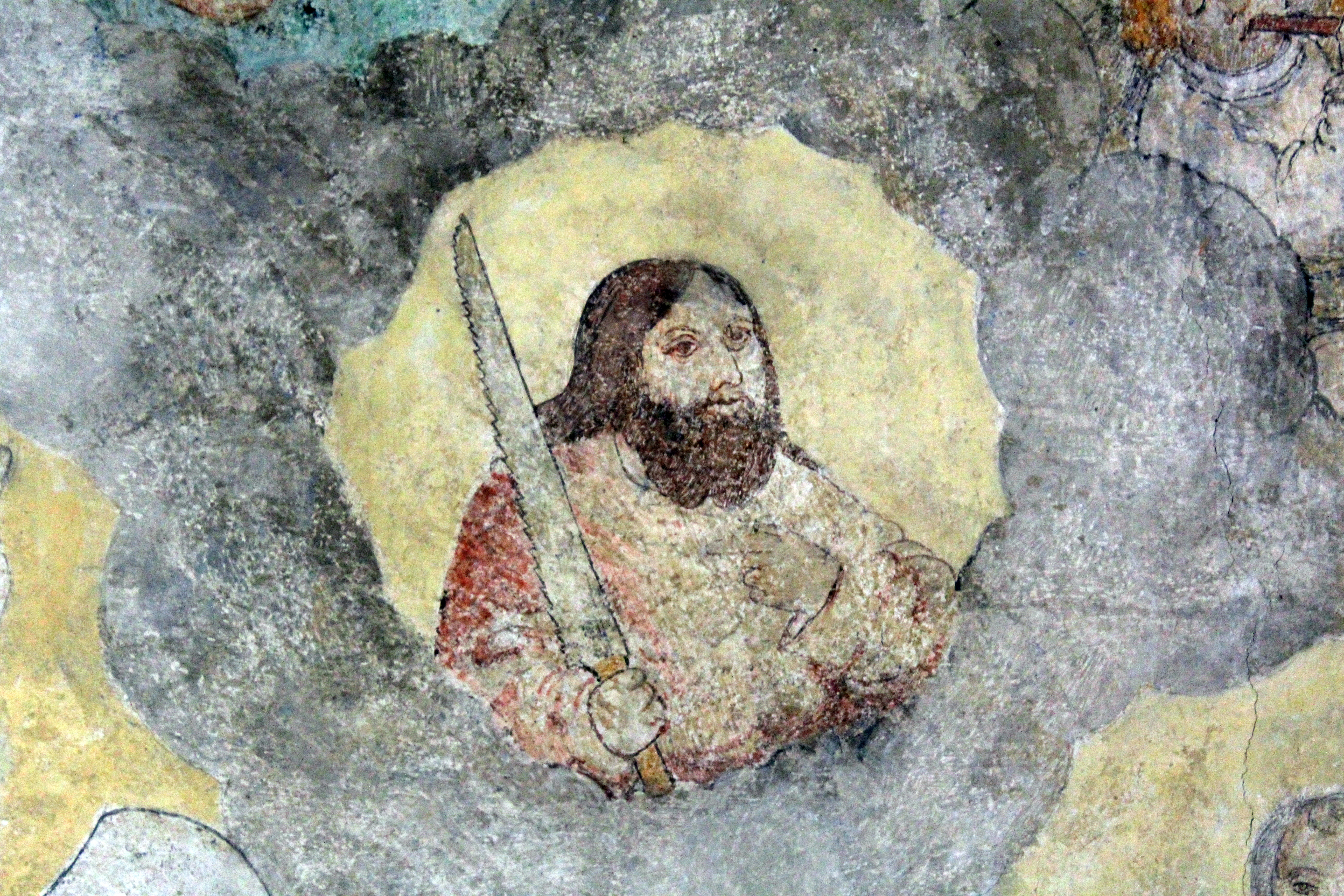
Apostel Simon Zelotes (auch Simon Kananäus genannt) mit der Säge, mit der er zersägt wurde.
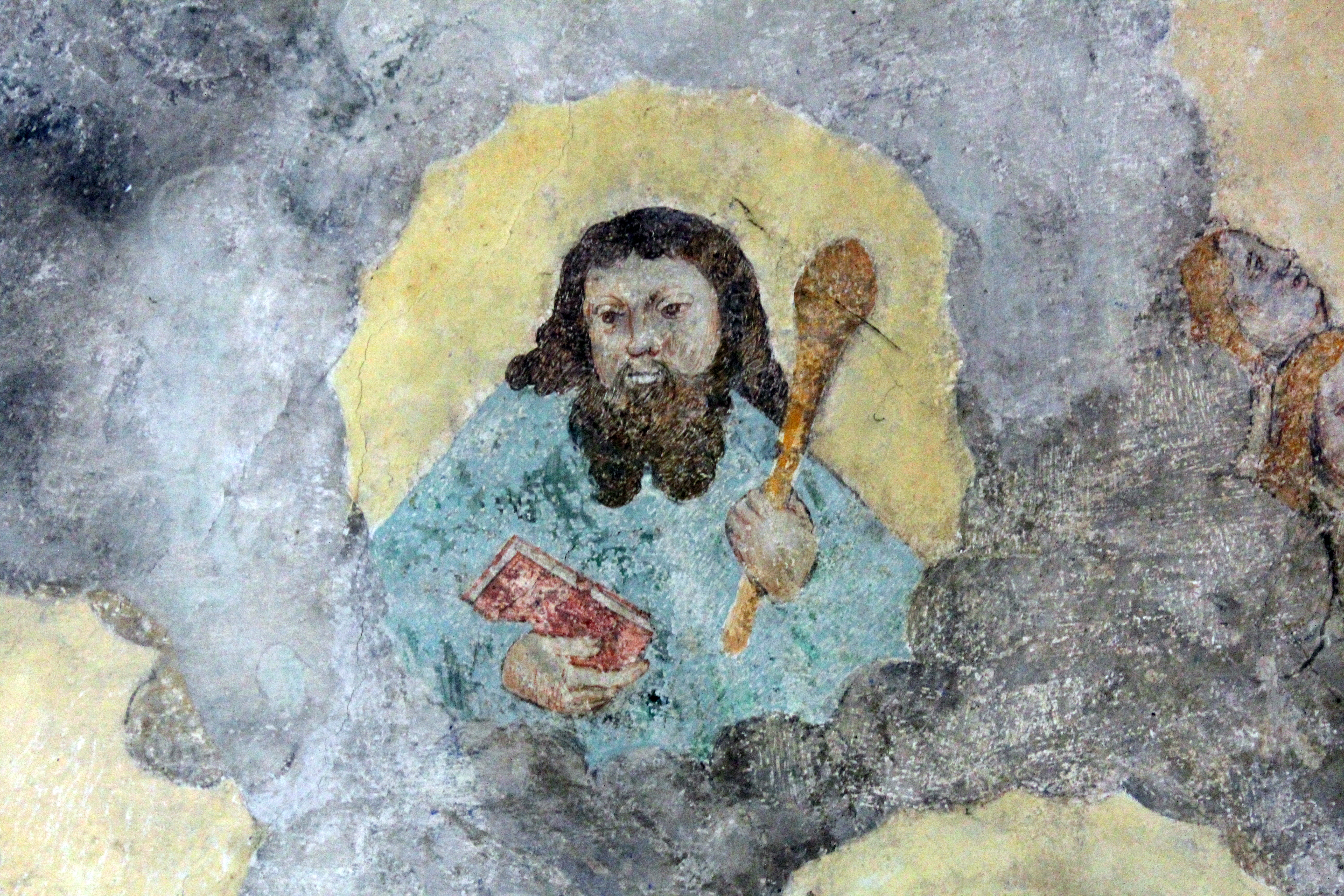
Apostel Judas Thaddäus mit der Keule. Er wurde mit einer Keule erschlagen.
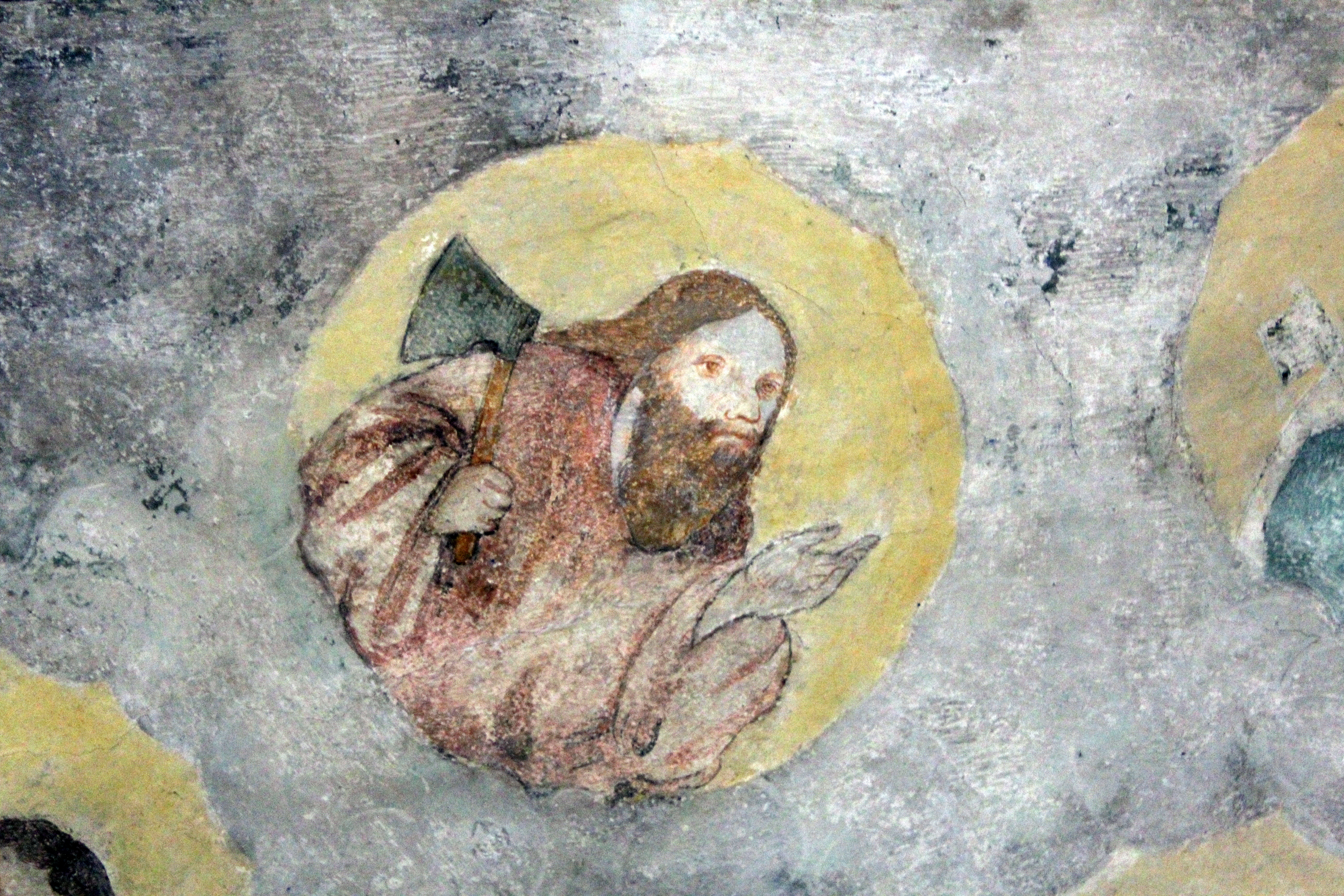
Apostel Matthäus (Evangelist) mit dem Beil. Er wurde enthauptet.

In den oberen Zwickeln zum Langhaus hin ist links König David und rechts der hl. Joachim, Marias Vater, dargestellt.

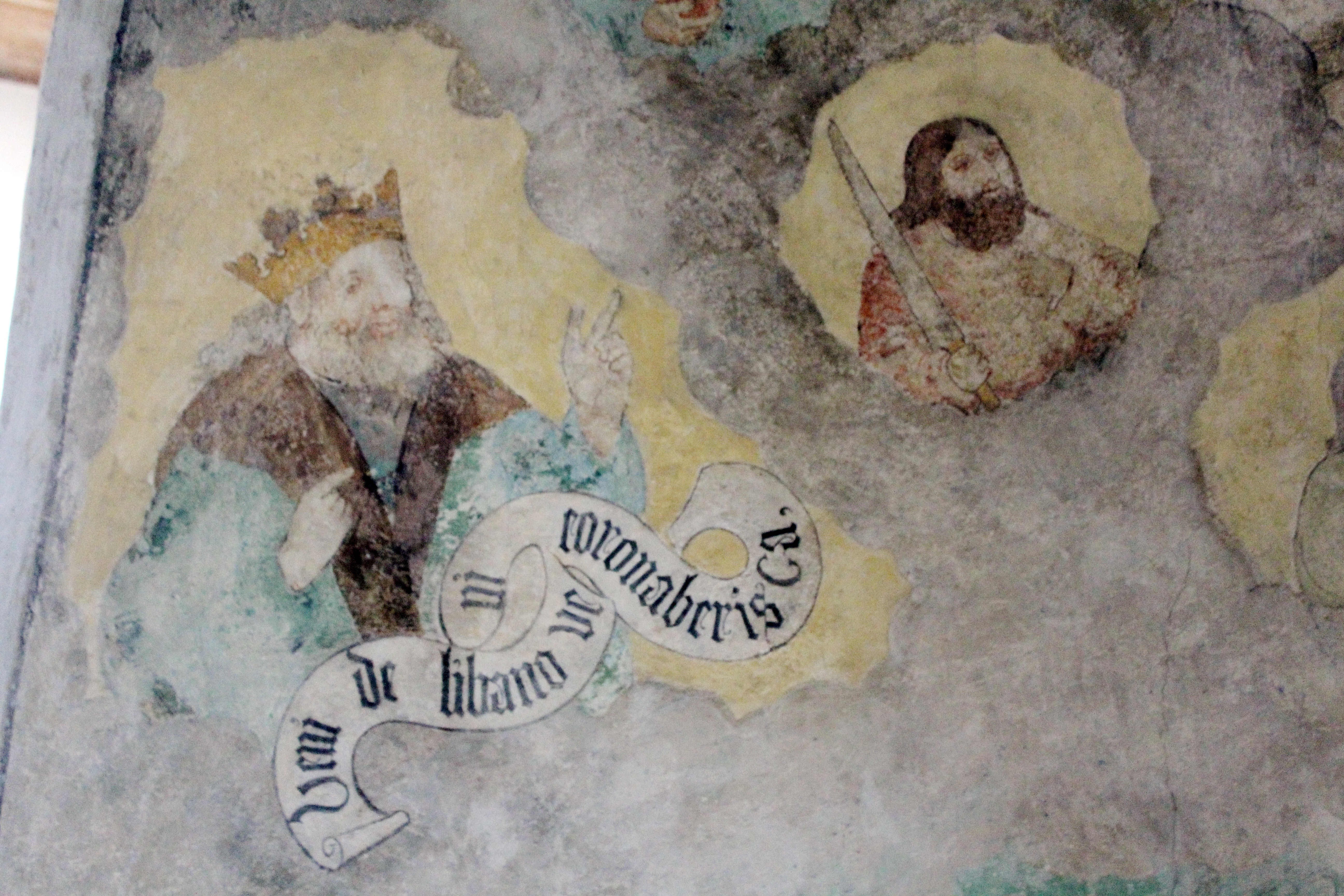
Im oberen linken Zwickel zum Langhaus hin ist König David zu sehen. Er trägt ein Schriftband mit der Aufschrift: „Veni de libano veni coronaberis“ (Komm vom Libanon, komm, du wirst gekrönt.)
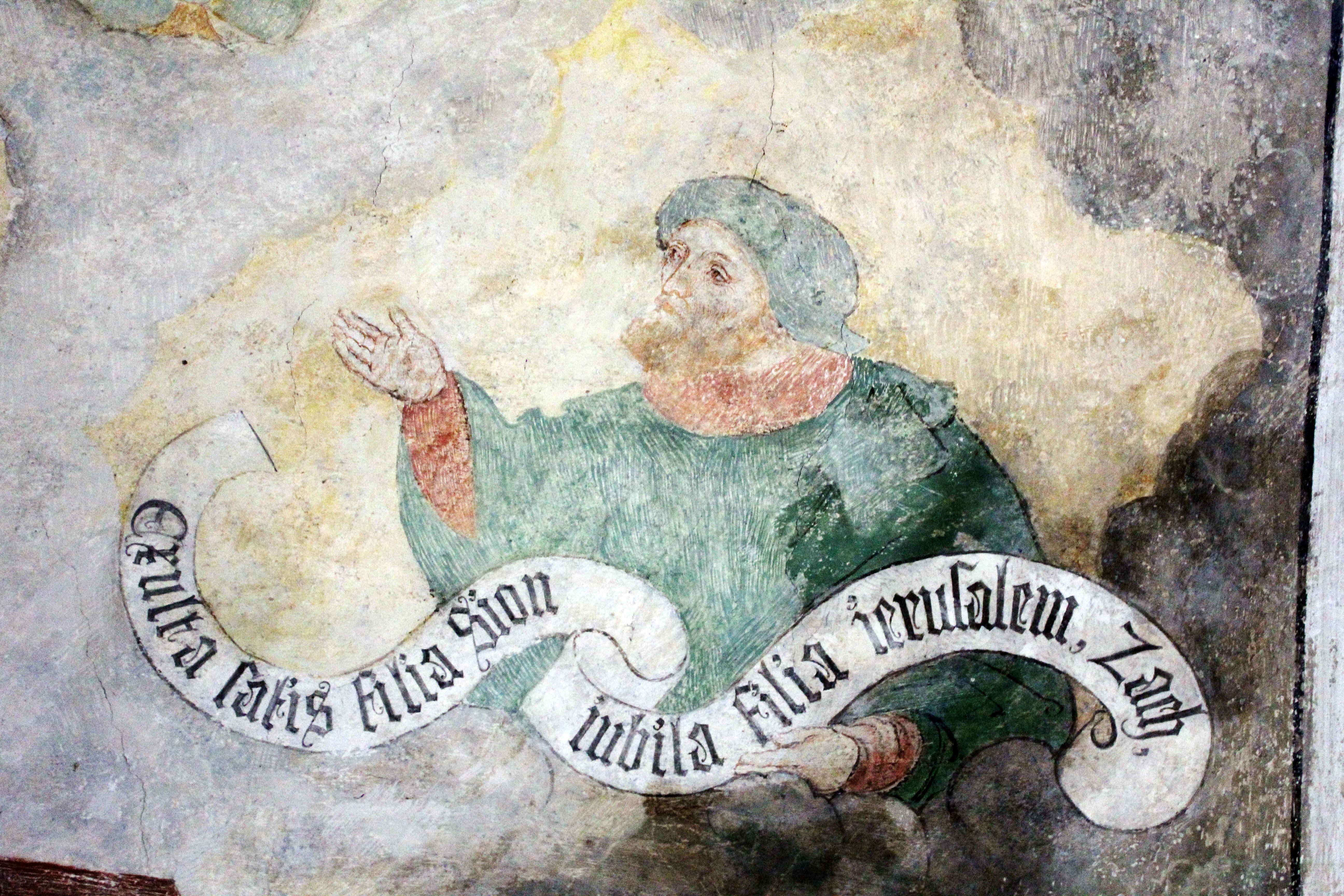
Im oberen rechten Zwickel ist der hl. Joachim, Marias Vater, dargestellt. Er trägt das Schriftband: „Exulta salis filia Sion iubila filia ierusalem“ (Frohlocke über deine Gnade, Tochter Zion[4]; juble, Tochter Jerusalem.)

Unterhalb dieser Zone der himmlischen Schau ist die irdische Zone abgebildet, symbolisch nicht mehr in einem Kreis, sondern in der Horizontalen.

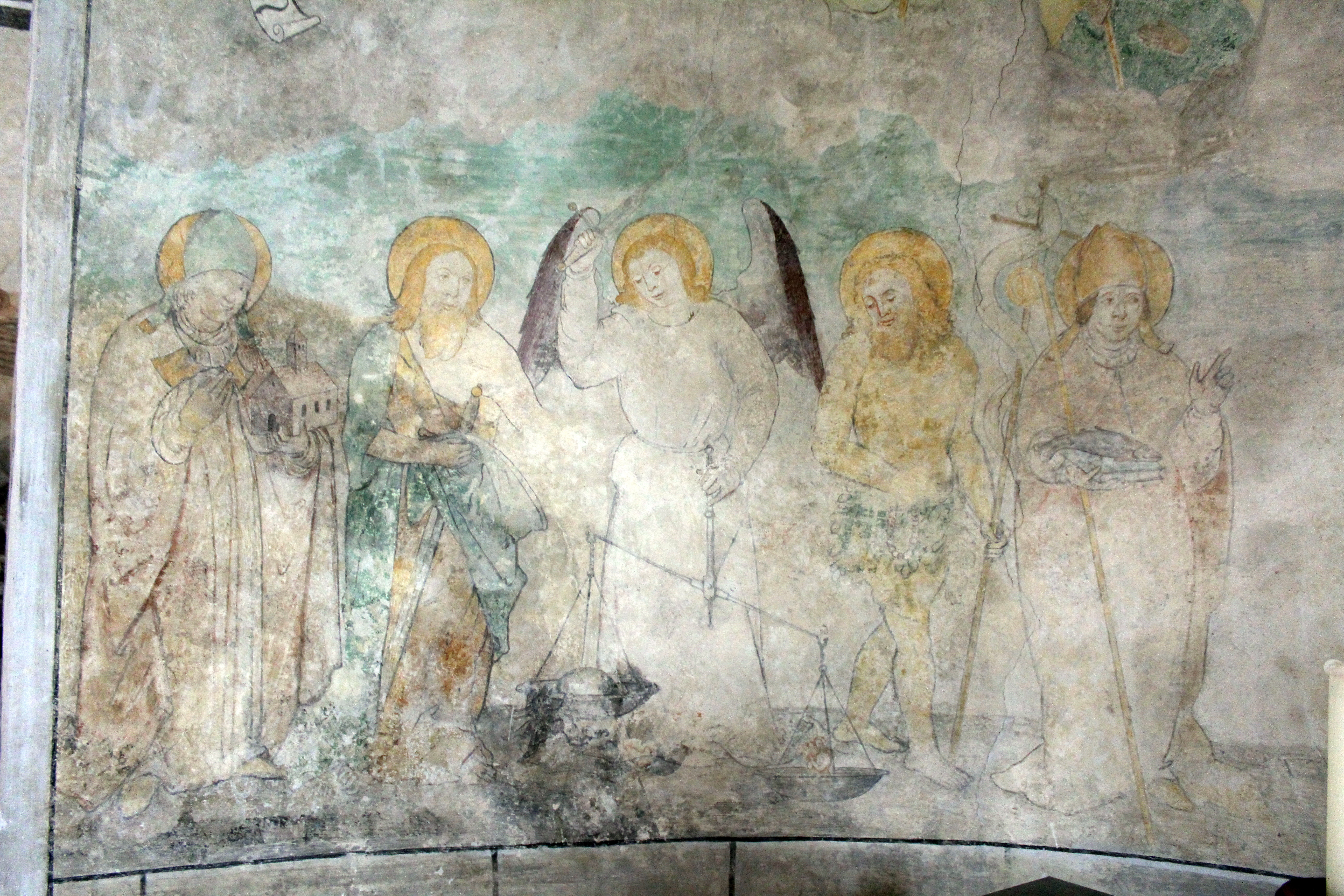
Linke Apsiswand. Hl. Wolfgang mit Kirche, hl. Paulus mit Schwert, Erzengel Michael mit Waage, Johannes der Täufer im Kamelhaargewand und mit dem Kreuzstab und schließlich der hl. Ulrich mit Buch und Fisch (den die Grafen von Veringen zu ihren Vorfahren zählen).
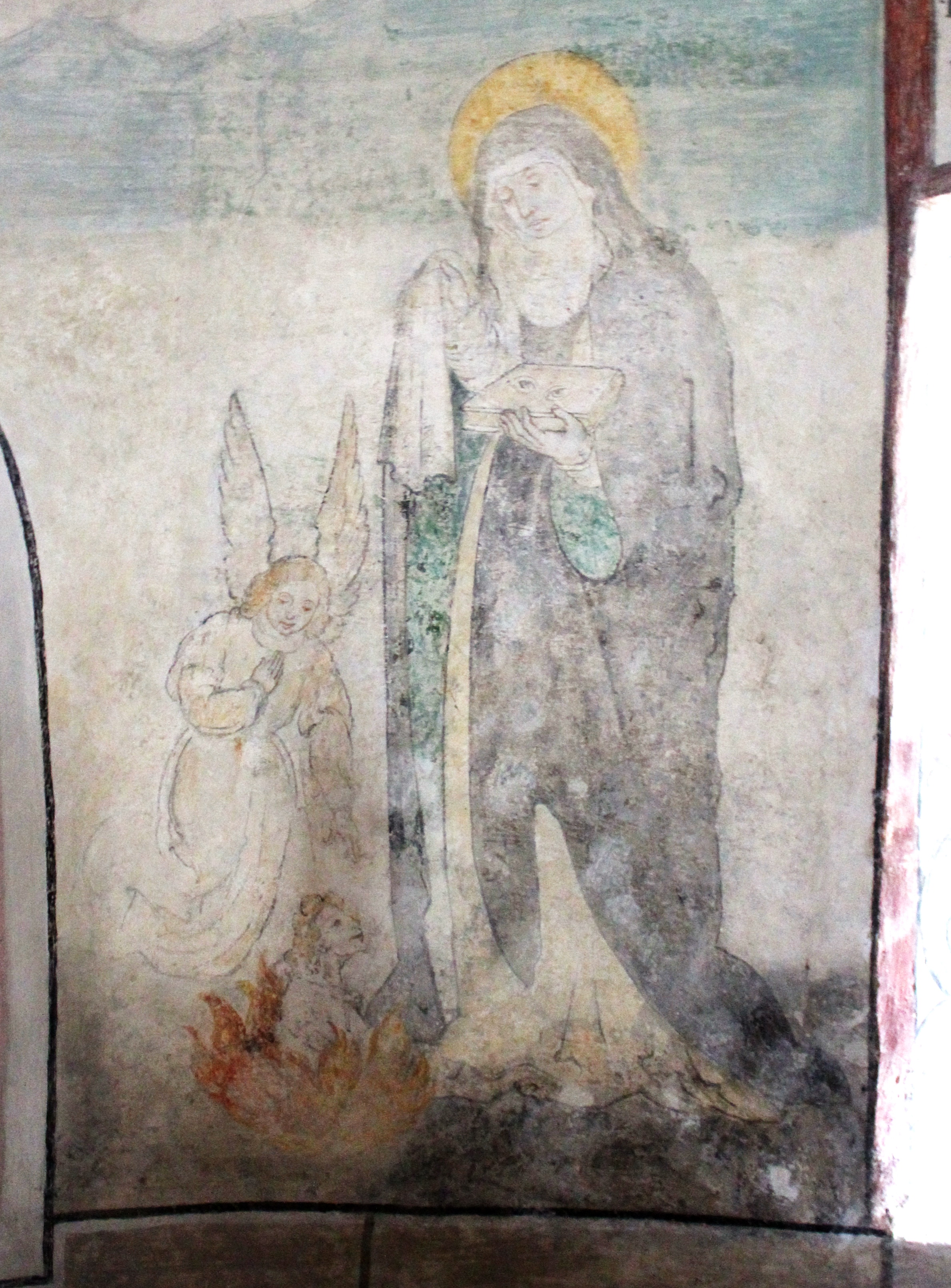
Zwischen den beiden Fenstern der Apsis geben die hl. Ottilie (mit Buch und Augen) und ein Engel einer Seele im Fegefeuer ihren Zuspruch.
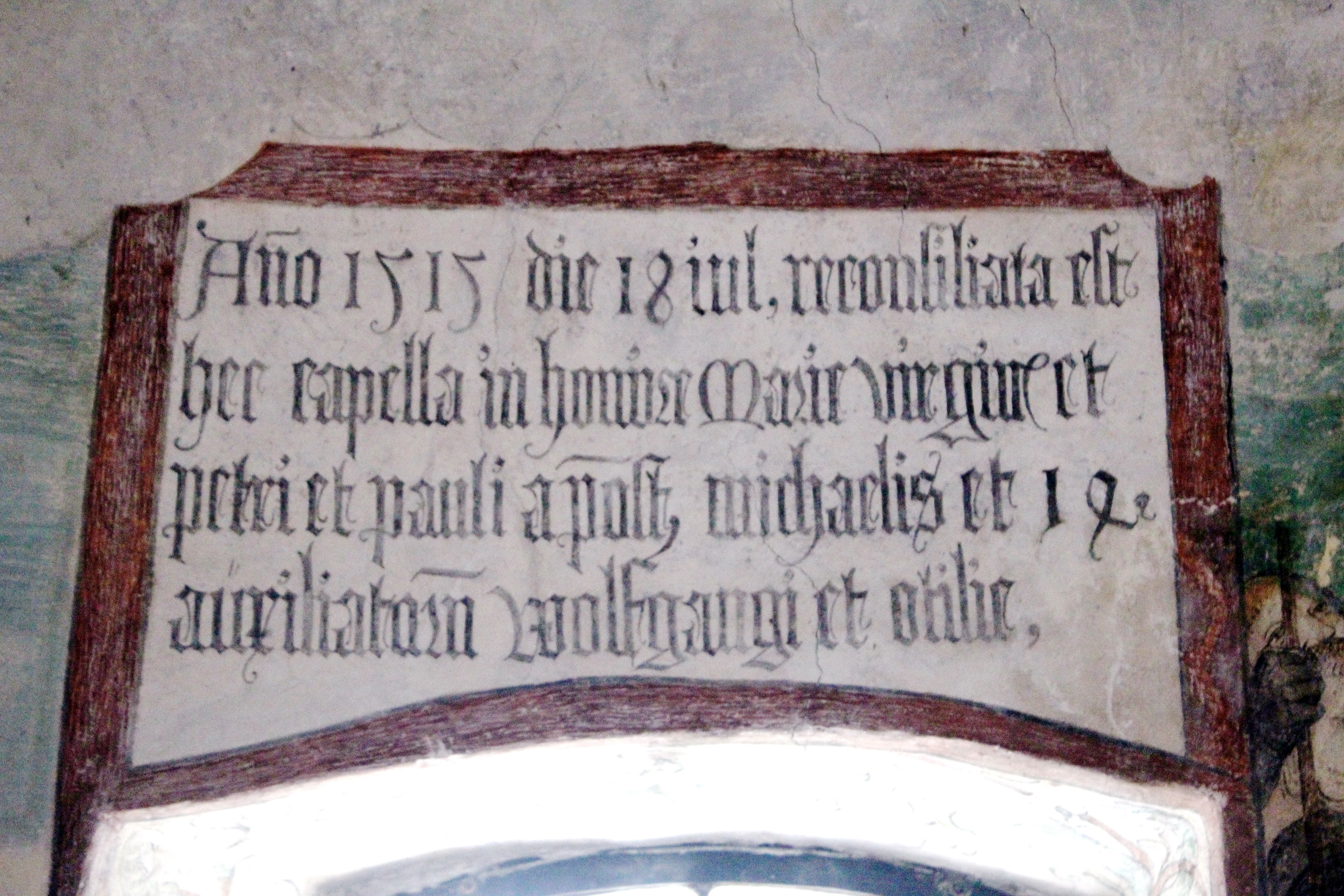
Die lateinische Inschrift über dem Fenster der rechten Apsiswand besagt, dass die Kapelle 1515 wiedergeweiht wurde zur Ehre der Jungfrau Maria, der Apostel Petrus und Paulus, der Heiligen Michael, Wolfgang und Ottilie und der 14 Nothelfer. Die Laibung des Fensters ist mit Ranken verziert.

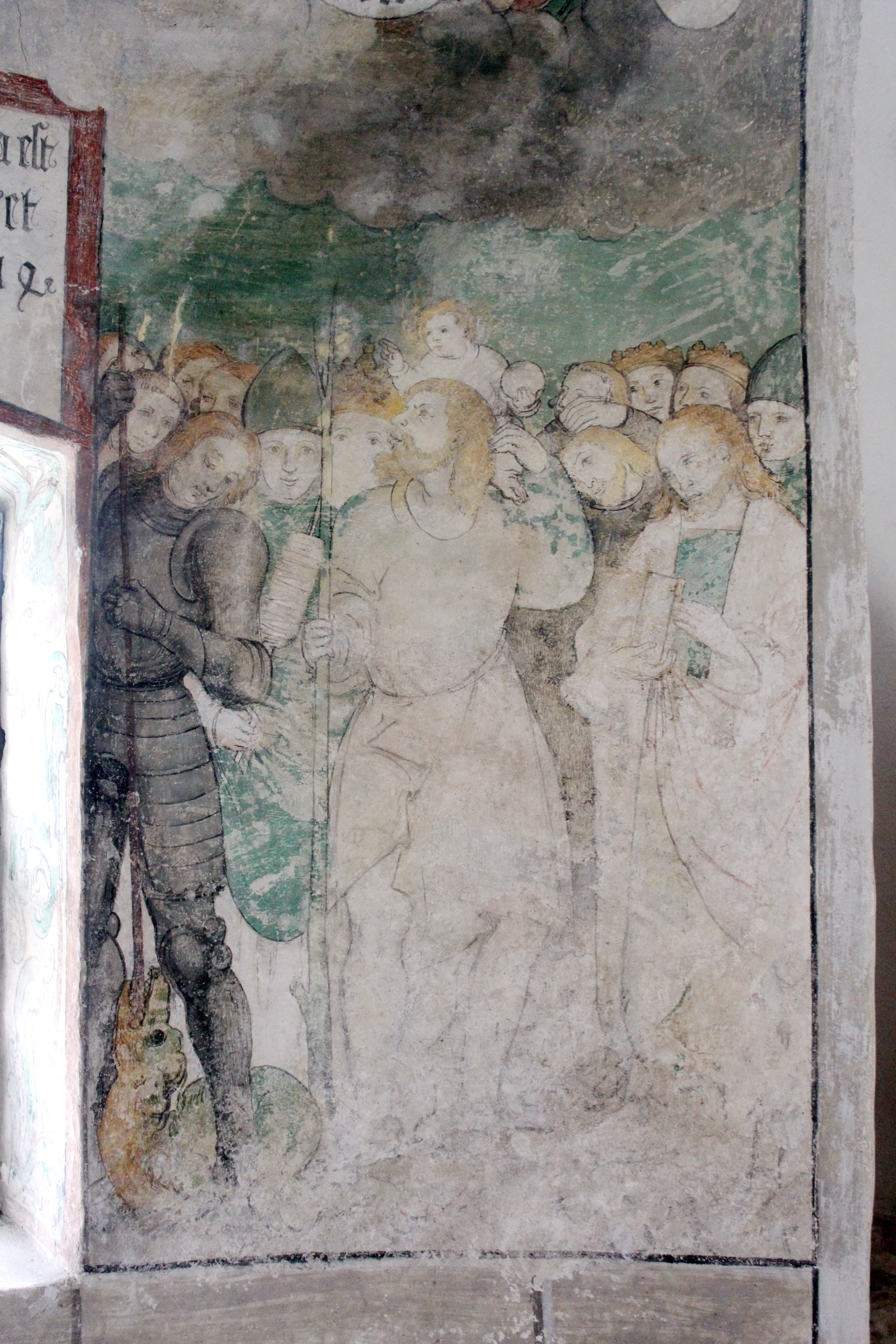
Darstellung der vierzehn Nothelfer.

Ganz rechts auf der Apsiswand ist die Darstellung der vierzehn Nothelfer zu sehen:
- Hl. Georg (mit Drachen; angerufen gegen Seuchen der Haustiere)
- Hl. Blasius (angerufen gegen Halsleiden)
- Hl. Erasmus (mit Winde auf die seine Gedärme aufgerollt sind; angerufen gegen Leibschmerzen)
- Hl. Pantaleon (mit Salbfläschchen; Patron der Ärzte)
- Hl. Veit (angerufen gegen Epilepsie),
- Hl. Christophorus (trägt das Christuskind; angerufen gegen einen unvorbereiteten Tod)
- Hl. Dionysius (angerufen gegen Kopfschmerzen)
- Hl. Cyriakus (mit Teufel; angerufen gegen Anfechtung in der Todesstunde)
- Hl. Achatius (mit Dornenzweig; angerufen gegen Todesangst und Zweifel)
- Hl. Eustachius (mit Kruzifix im Hirschgeweih; angerufen in allen schwierigen Lebenslagen)
- Hl. Ägidius (angerufen zur Ablegung einer guten Beichte)
- Hl. Margareta (mit Drachen; Patronin der Gebärenden)
- Hl. Barbara (mit Kelch und Hostie; Patronin der Sterbenden)
- Hl. Katharina (angerufen gegen Leiden der Zunge und schwerer Sprache)[2]

### Ölberg
Im Langhaus links der Apsis ist eine Ölberggruppe dargestellt. Während Christus am Ölberg betet, schlafen seine Jünger und Soldaten dringen bereits in den Ölberg ein. Folgt man den Augen Christi, sieht man einen Engel, der ursprünglich einen Kelch in der Hand hielt. Christus, die Jünger und der Engel sind als Schnitzereien dem Bildwerk beigefügt. Sie werden der Ulmer Schule um 1500 zugeschrieben. Die Hintermalung stammt ebenso wie die Apsisbemalung von Peter Strüb dem Jüngeren und entstand 1515. Sie wurde 1963 wieder freigelegt und behutsam ergänzt. Sie stellt eine Landschaft dar mit einem geflochtenen Zaun, hinter dem die Häscher sichtbar werden. Den unteren Teil des Ölberges bildet eine plastische Fortführung der Ölberglandschaft, die um das Jahr 2000 gefertigt wurde. Die Form wurde der Darstellung nachempfunden, die 1962 entfernt wurde.

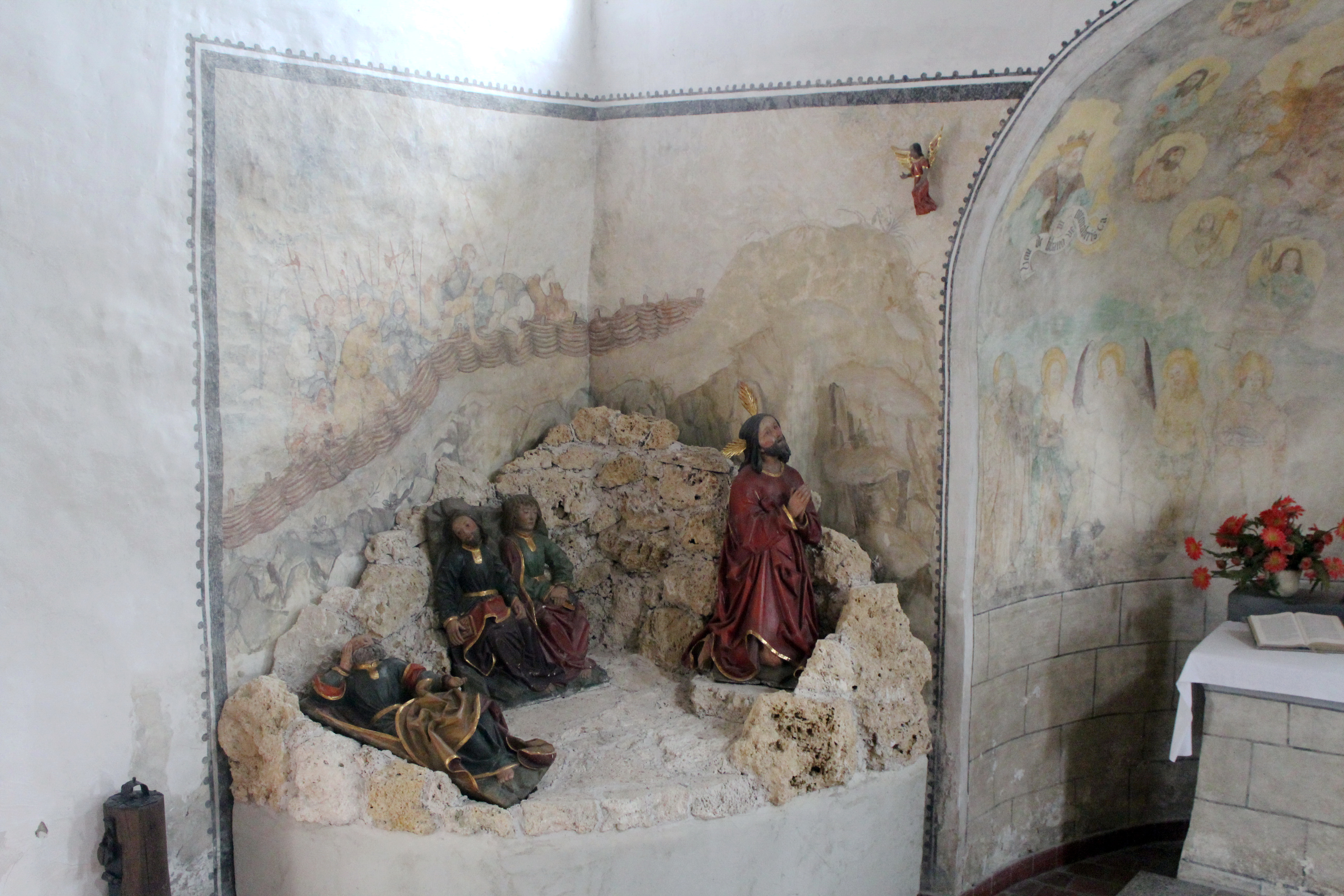
Ölbergszene.
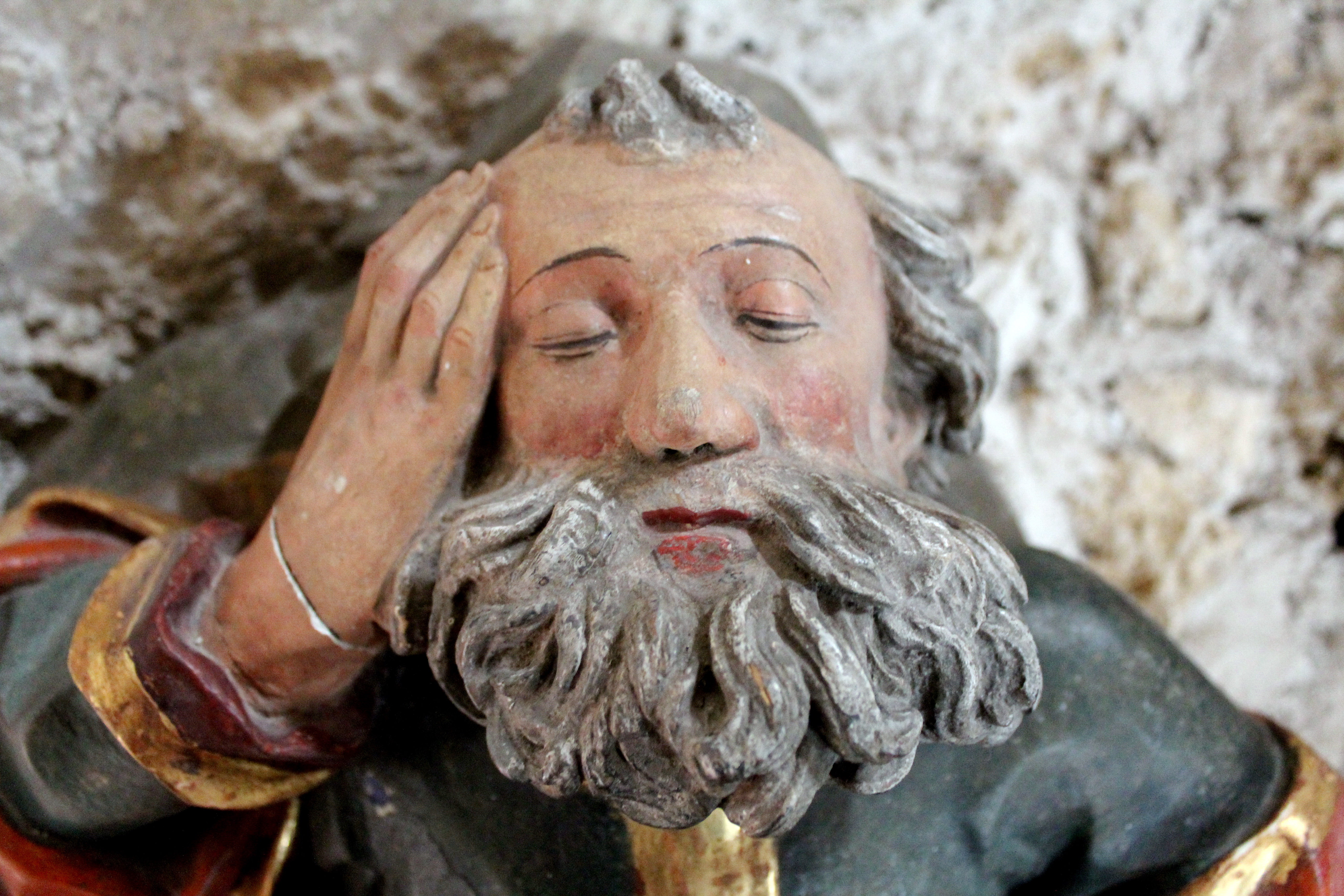
Schlafender Petrus in der Ölbergszene.
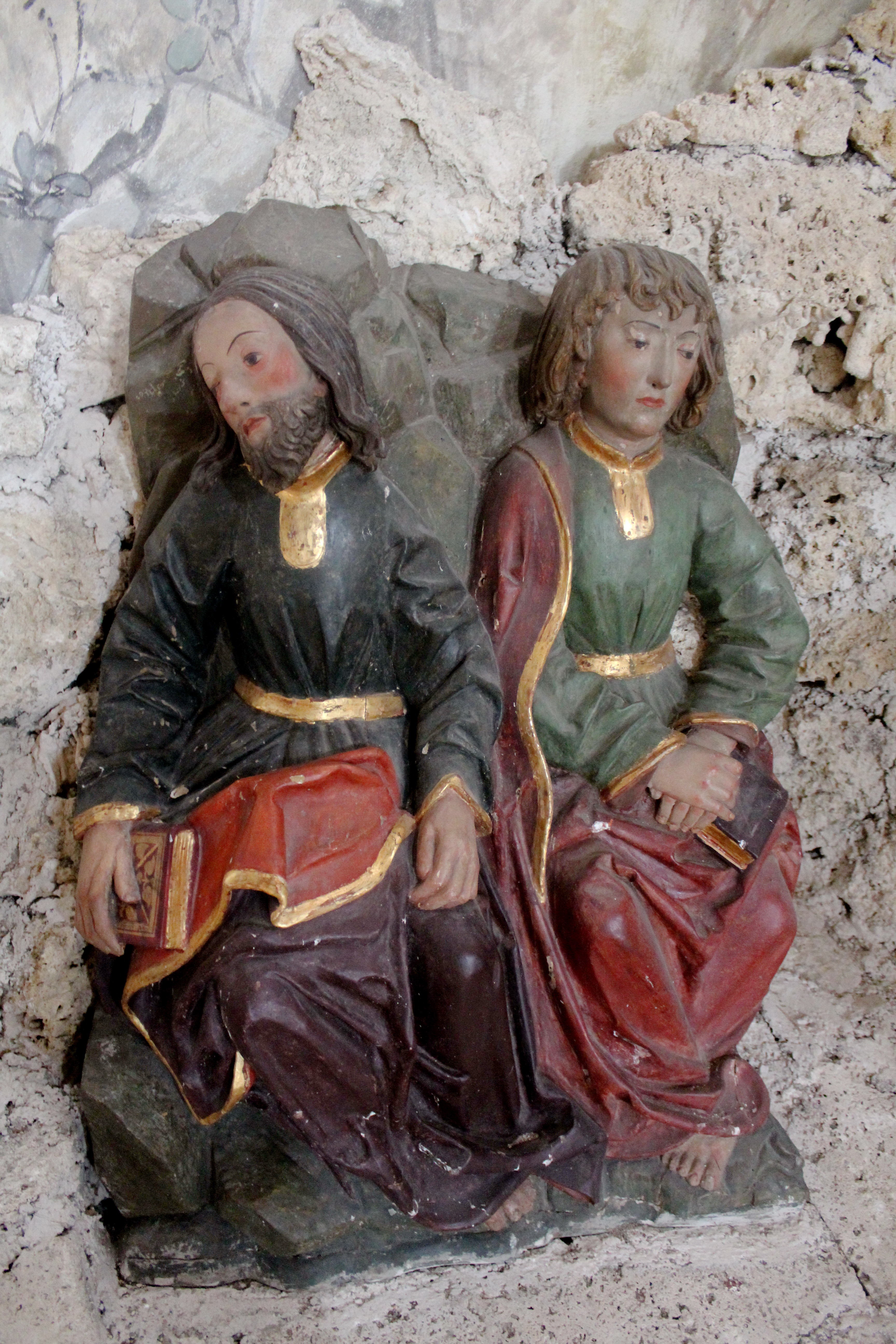
Schlafende Jünger in der Ölbergszene.
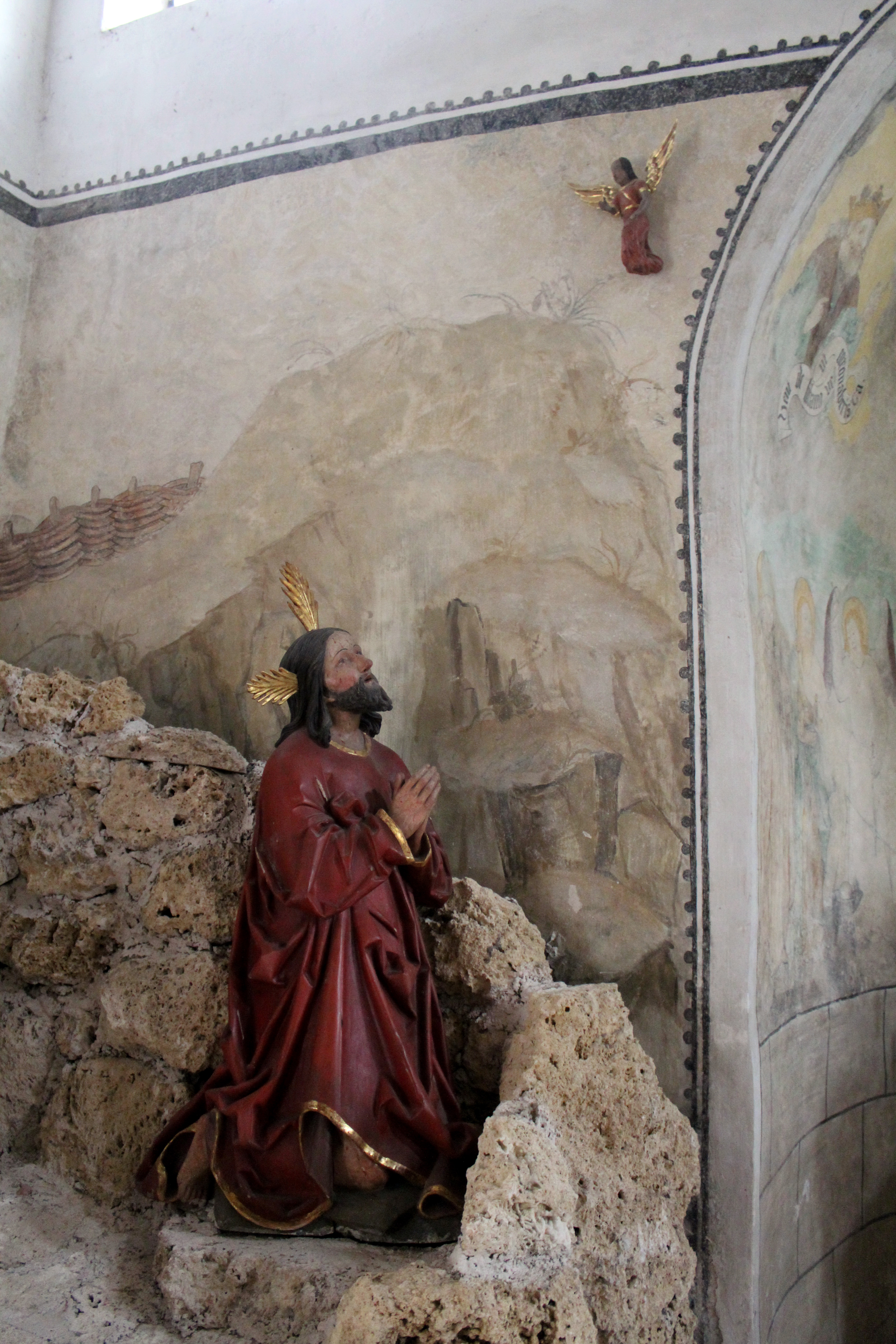
Betender Jesus in der Ölbergszene.
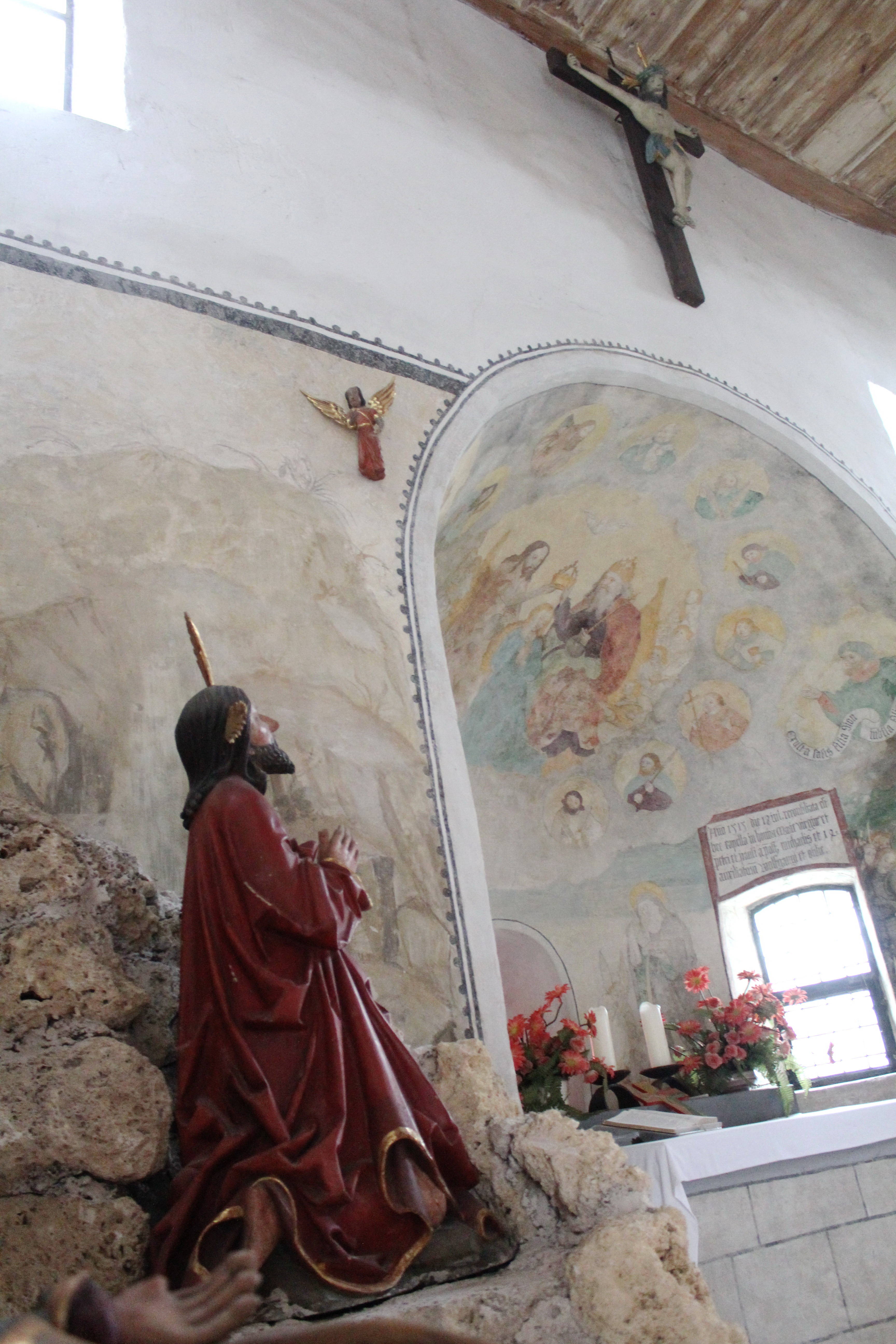
Betender Jesus in der Ölbergszene.

### Weitere Ausstattung
- Auf dem erhaltenen romanischen Steinaltar stand früher eine gotische Pietà.
- Ein Kruzifix befindet sich oberhalb der Apsis. Es stammt vom Ende des 15. Jahrhunderts und wurde im 19. Jahrhundert neu bemalt.
- Auffallend ist ein großer, halbrunder, massiver Stein in der rechten Ecke vor der Apsis, dessen Zweck nicht erklärt werden kann. Eventuell könnte es ein ehemaliger Opferstein oder sonst ein kulturellen Zwecken gewidmeter Stein gewesen sein, der in die christliche Umrahmung einbezogen wurde.
- In der Mitte der südlichen Langhauswand ist eine Kreuzigungsgruppe mit Maria und Johannes. Es ist ein Werk der Ulmer Schule um 1500.
- Eine holzgeschnitzte Darstellung des Hl. Petrus mit zwei Schlüsseleln befindet sich an der Langhauswand rechts der Apsis. Die beiden Schlüssel symbolisieren Macht über Himmel und Erde. Die Skulptur wurde von dem Jungnauer Bildschnitzer Volk um 1960 angefertigt.
- Zu Ehren des Hl. Johannes wird jedes Jahr am 24. Juni zu jeder vollen Stunde das Glöcklein in der Peterskapelle geläutet.[6]

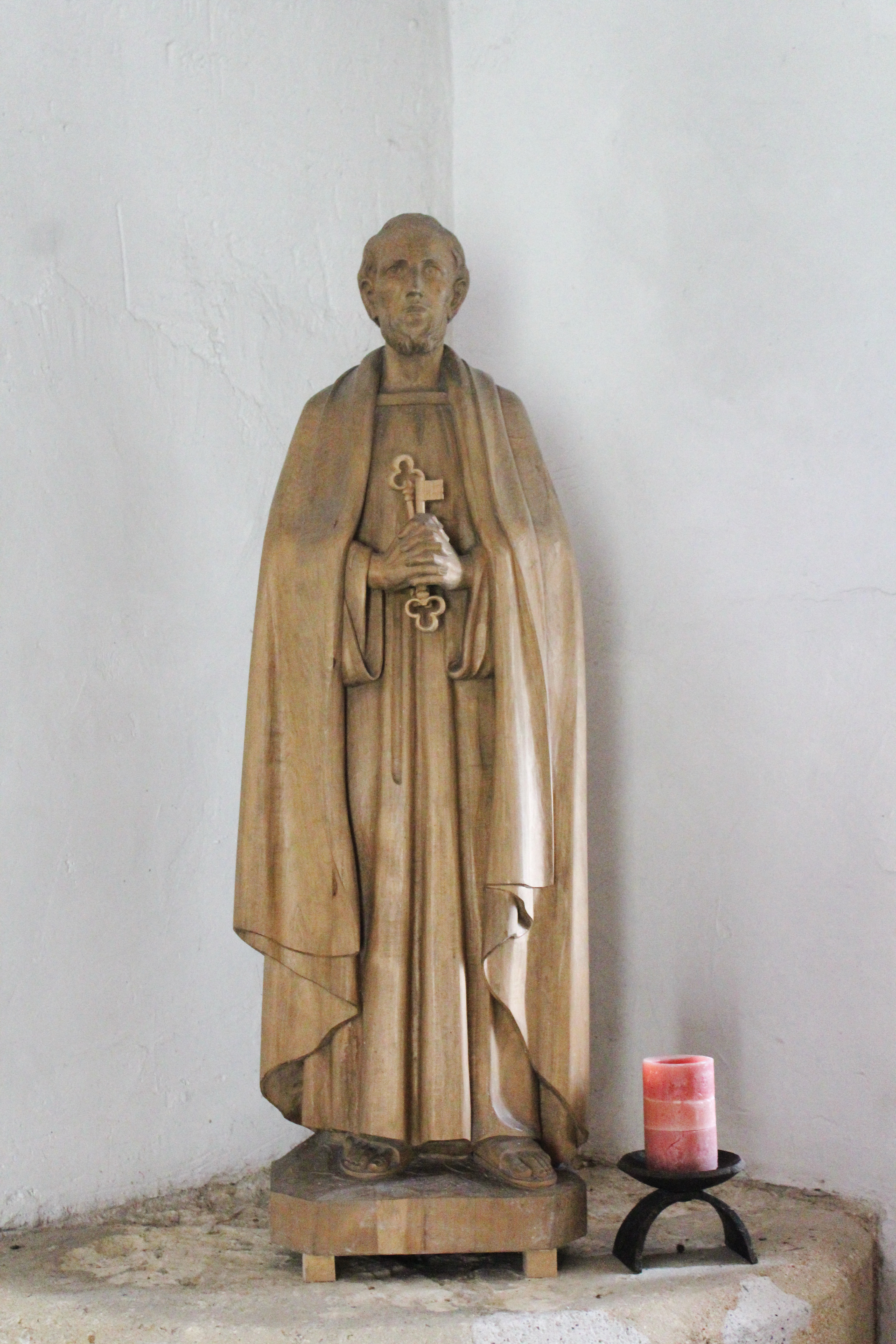
St. Petrus auf dem rechten Seitenaltar.
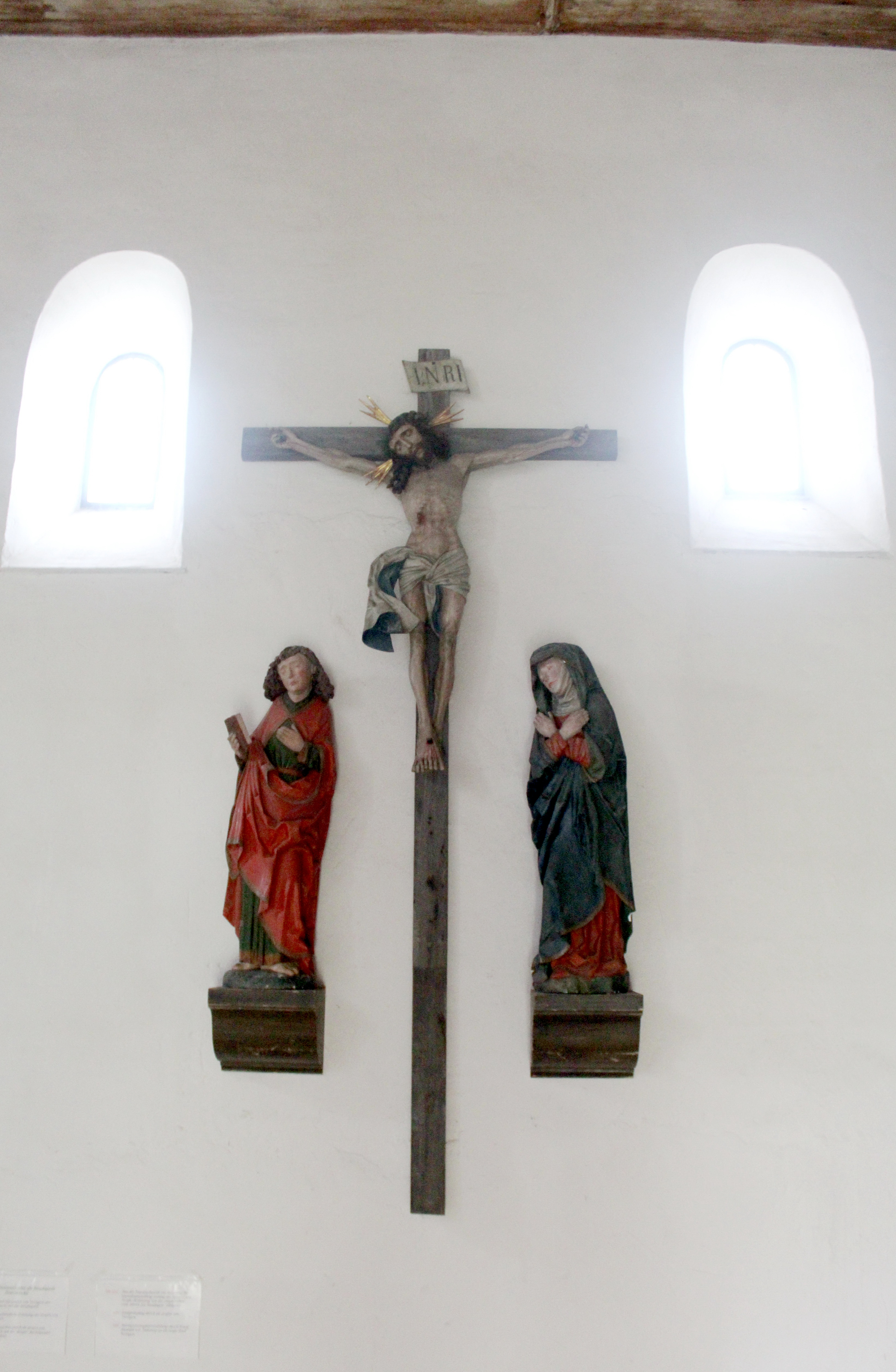
Kreuzigungsgruppe an der Südwand. Werk der Ulmer Schule um 1500.
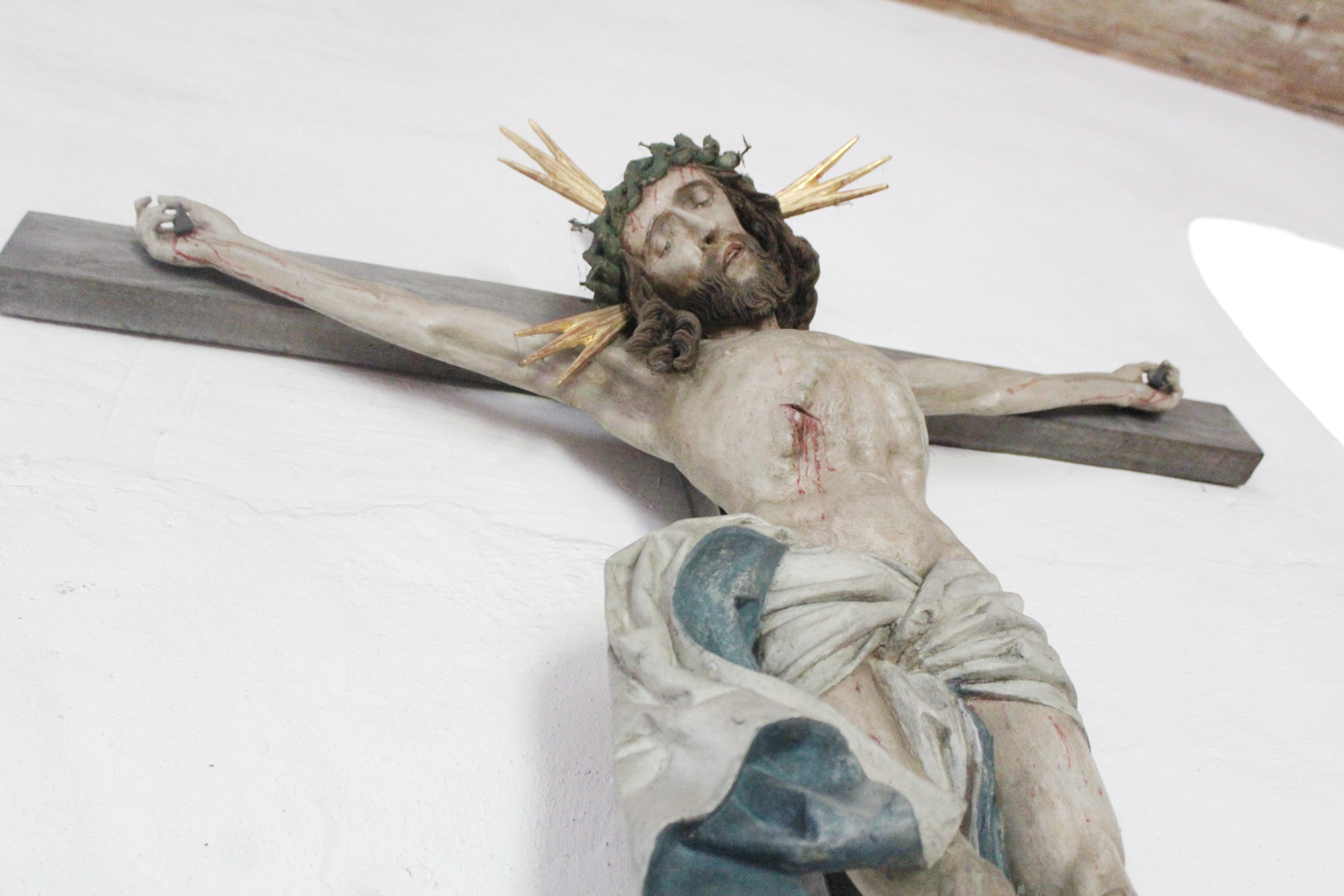
Christus. Detail der Kreuzigungsgruppe an der Südwand.
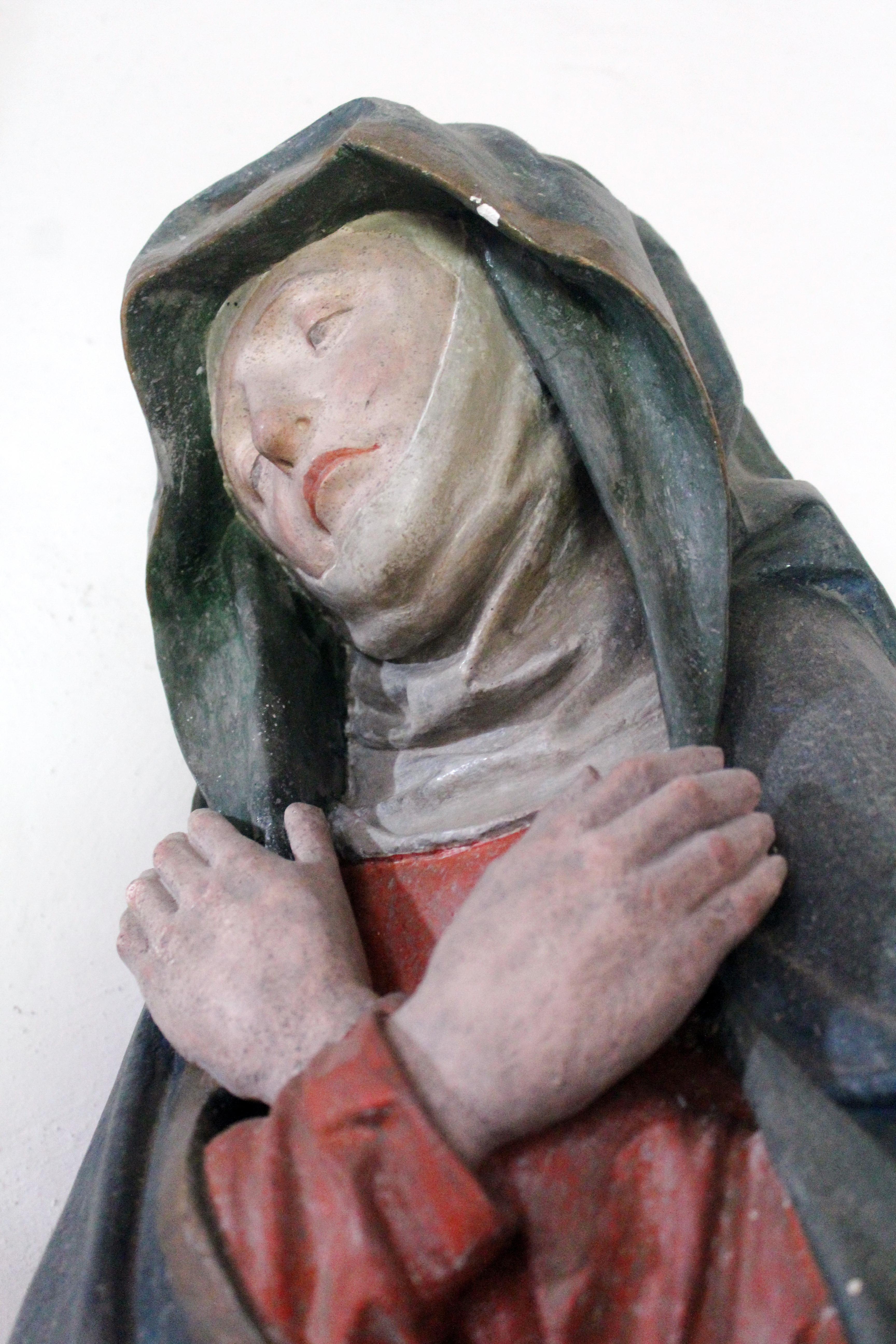
Maria. Detail der Kreuzigungsgruppe an der Südwand.
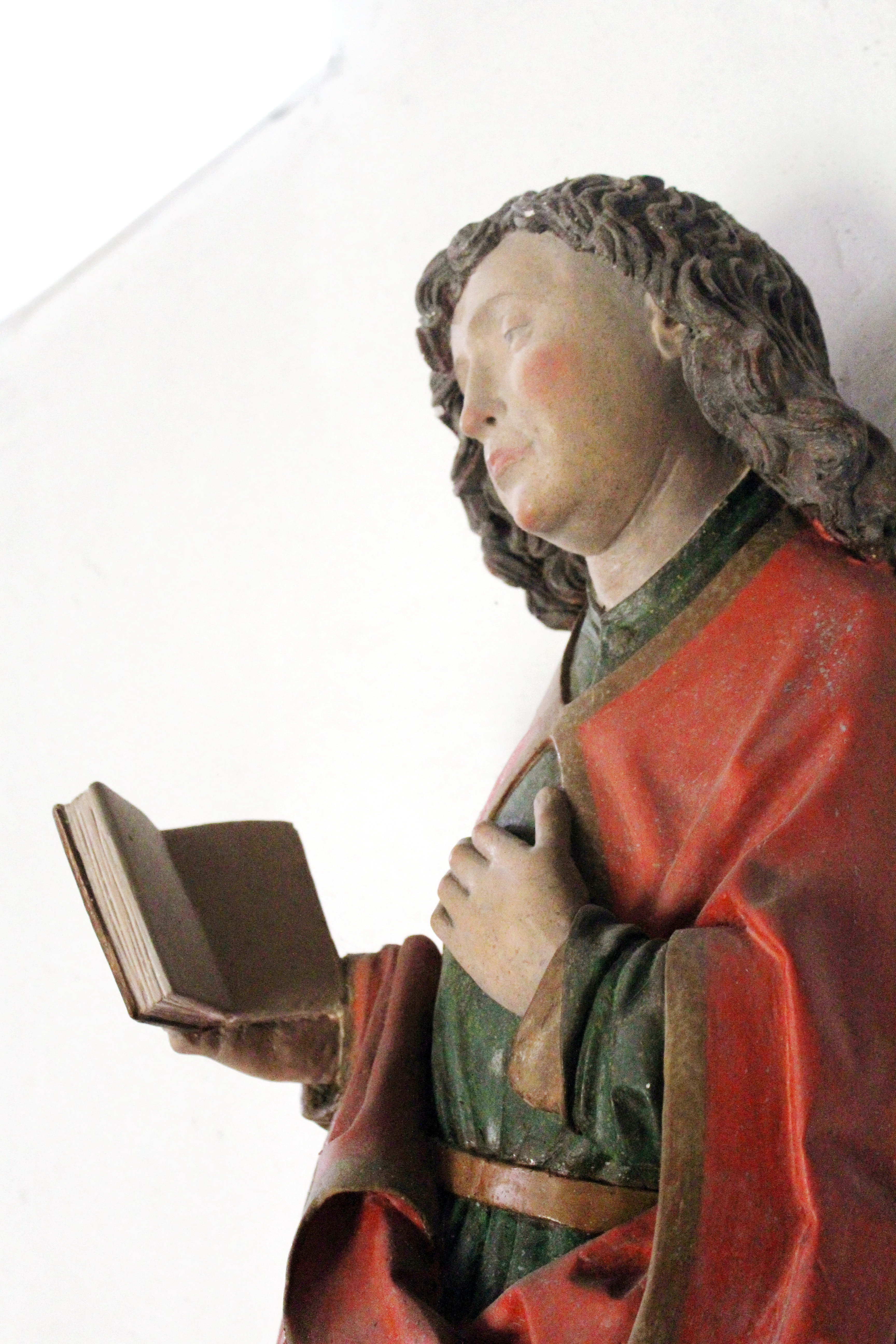
Johannes. Detail der Kreuzigungsgruppe an der Südwand.
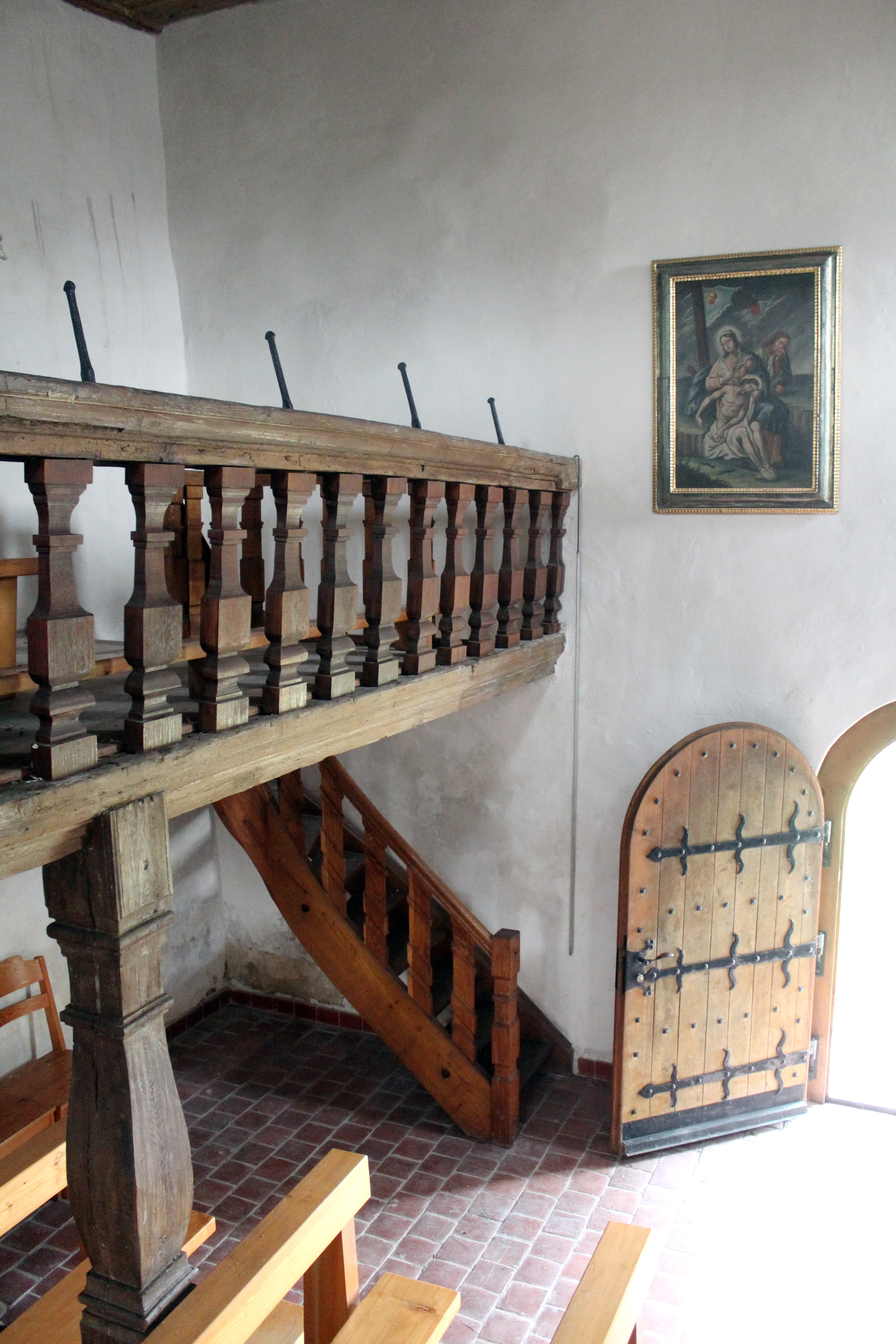
Empore
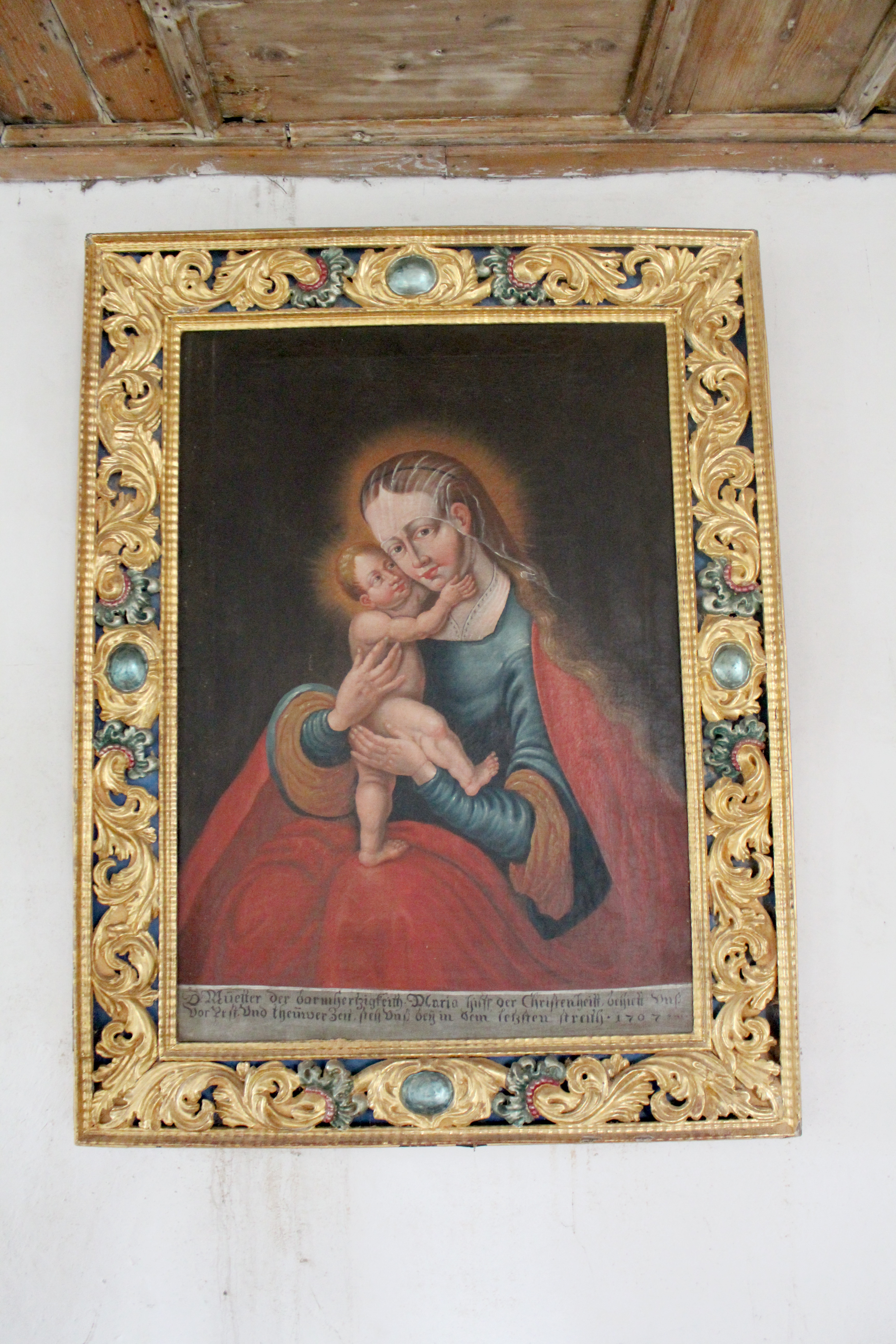
Marienbild an der Westwand.

## Geschichtliche Eckdaten
| Jahr          | Bemerkung |
| 1291          | Die Peterskapelle wird im Habsburger Urbar erwähnt: „Auf der Burg zu Veringen, die eigen ist der Herrschaft lit ein Kapelle, die der herrschaft lihet, die giltet wohl 6 mark silbers.“ |
| 1313          | Nach dem österreichischen Pfandschaftsrodel hatte Otto von Regnoczwiller das Burglehen (also auch die Peterskapelle) von Veringen inne. |
| 1315          | Österreich verpfändet Burg und Stadt Veringen an den Grafen Wolfrad von Veringen. |
| 1344 (1359)   | Die Burg mit Kapelle gehen als Pfandschaft an das Haus Württemberg. |
| 1356          | Die Peterskapelle wird erstmals in einer Urkunde erwähnt: „Dunnstag nach Sant Laurencistag. Ulrich von Rengoltswiler Kilchherr zu Digtstetten und zu sant Petern uff der burg, und Ott sin bruder, Ulrichs seligen Sohne geben jährlich 10 Schil. hlr. auf St. Martinstag up ihrem Hus und Hofstatt bi der Kilchen u. in die Kaplanei der hl. Ursula.“ |
| 1515          | Die Peterskapelle wird renoviert und erneut geweiht. Bei dieser Gelegenheit wird ein Stichbogenfenster an der Südseite der Apsis geschaffen. Die Ausmalung der Apsis und die Hintermalung des Ölberges wird durch Peter Strüb ausgeführt. In dieser Zeit entstehen auch die Skulpturen des Ölberges. Das steile Dach ist vermutlich um 1515 oder bei der Renovation 1704 anstelle eines flacheren romanischen Daches aufgerichtet worden. |
| 1626          | „1626 ward das Glöcklein 24 stunden tag und nacht für allerlei böse zauber, Hexerei und Ungewitter gelitten und dabey also erhitzet, daß es seine Gestalt verändert.“ |
| 1628          | Als Folge des langen und andauernden Geläutes an Johanni 1626 ist das Glöcklein gebrochen und wurde umgegossen. Zur Bestreitung der Kosten haben arm und reich beigetragen und „selbst die armen Ehehalten.“ Die Beiträge flossen so reichlich, dass das Glöcklein im Neuguss 1 Zentner schwer geworden ist. Die Inschrift lautet: „Herr R.D. Jacob Bernhard Pfarrer zu Veringen, Schultheiß Martin Eggstein, Bürgermeister Kaspar Spekher, anno 1628 Fracle Hotharingus me fecit.“ |
| Seit 1628     | Zu Ehren des Hl. Johannes wird jedes Jahr am 24. Juni zu jeder vollen Stunde das Glöcklein in der Peterskapelle geläutet. |
| 1632          | Als die Schweden durch das Laucherttal nach Sigmaringen zogen, wurde die Burg Veringen von ihnen zerstört. Auch die Peterskapelle wurde schwer beschädigt und zeigte mehrere Durchbrüche. Das Türmlein wäre von den Soldaten ebenfalls abgebrochen worden, wenn nicht ein Hauptmann Befehl gegeben hätte, das Glöcklein hängen zu lassen. |
| 1665 und 1673 | Die Bürgerschaft beseitigt die Folgen der Beschädigungen aus dem 30-jährigen Krieg. |
| Seit 1665     | Am Gründonnerstag wird bis auf den heutigen Tag am Ölberg im Peterskirchle gebetet. |
| Seit 1704     | Das Kirchlein war inzwischen wieder sehr verfallen. Von dem Oberwachtmeister Petrach und dem Rittmeister Antoni, einem Leutnant eines österreichischen Kürassierregimentes, das hier Winterquartier bezogen hatte sowie mit Hilfe anderer Wohltäter aus Veringenstadt, Veringendorf und Umgebung, wurde die Peterskapelle erneut renoviert. Die verbretterte Decke stammt wahrscheinlich aus dieser Zeit. Vermutlich wird die Decke ursprünglich sichtbare Balken gehabt haben. |
| 1855          | Es wird erneut eine Baureparatur vorgenommen. Zur Ölberg-Restauration wurde eine Kollekte in der Stadt veranstaltet. |
| 1873          | Am Mittag des 5. Juni 1873 schlug der Blitz in das Türmchen der Peterskapelle und entzündete es. Man brachte Wasser, sowie eine kleine Handspritze hinauf. So gelang es, das Feuer zu löschen, ehe der Dachstuhl zerstört wurde. |
| 1922          | Der Kirchenmaler Anton Frank aus München wird damit beauftragt, das durch die Renovierung im Jahre 1704 übermalte Fresco-Gemälde aufzudecken und in seinem alten Charakter wieder erstehen zu lassen. Dabei wurden teilweise Übermalungen vorgenommen. |
| 1962–1964     | Außen- und Innenrenovierung der Peterskapelle unter dem Landeskonservator Walther Genzmer. Als der schadhafte Außenputz entfernt wird, treten die Umrisse der zugemauerten ältesten Fensteröffnungen wieder zutage. Die alten Rundbogenfenster werden wieder hergestellt. Dafür werden zwei größere Stichbogenfenster an der Südseite zugemauert. Diese Stichbogenfenster sind entweder bei der Ausmalung der Apsis im Jahre 1515 oder bei der 1704 vorgenommenen Instandsetzung ausgeführt worden. Wahrscheinlicher 1515, denn damals wurde ein ähnliches Stichbogenfenster an der Südseite der Apsis geschaffen. Die Apsis-Ausmalung wird durch den Maler und Restaurator Josef Lorch aus Füssen renoviert. Dabei werden die Übermalungen aus dem Jahre 1922 wieder entfernt, so dass die ursprünglichen Farben zu sehen sind. Einige Ergänzungen an Stellen, wo nichts mehr zu sehen war, wurden so ausgeführt, dass sie als solche erkennbar sind. Der Boden im Langhaus erhält einen neuen Fußbodenbelag aus Ziegelplatten. Die rote Farbe dieser Ziegel, der Naturholzton der Decke und die weißen Wände geben dem Raum ausgewogene Farben. Die Kapelle enthielt bis 1962 einen barocken, hölzernen marmorierten Altar und einen gemalten Kreuzweg aus dem 18. Jahrhundert. Beide waren reichlich groß für den verhältnismäßig kleinen Raum, dem man seinen mittelalterlichen Charakter wiedergeben wollte. Der Altar findet an der nordöstlichen Schmalseite der Vorhalle zur Friedhofskirche Deutstetten einen neuen Platz. Die Kreuzwegstationen werden an den Längswänden der Friedhofskirche anstelle eines unbedeutenden Kreuzweges des neunzehnten Jahrhunderts angebracht. Die Eingangstüre wird vergrößert und mit Buckelquadern umrandet. Der Außenputz wird erneuert und das Dach neu eingedeckt. |